# 香港公廁

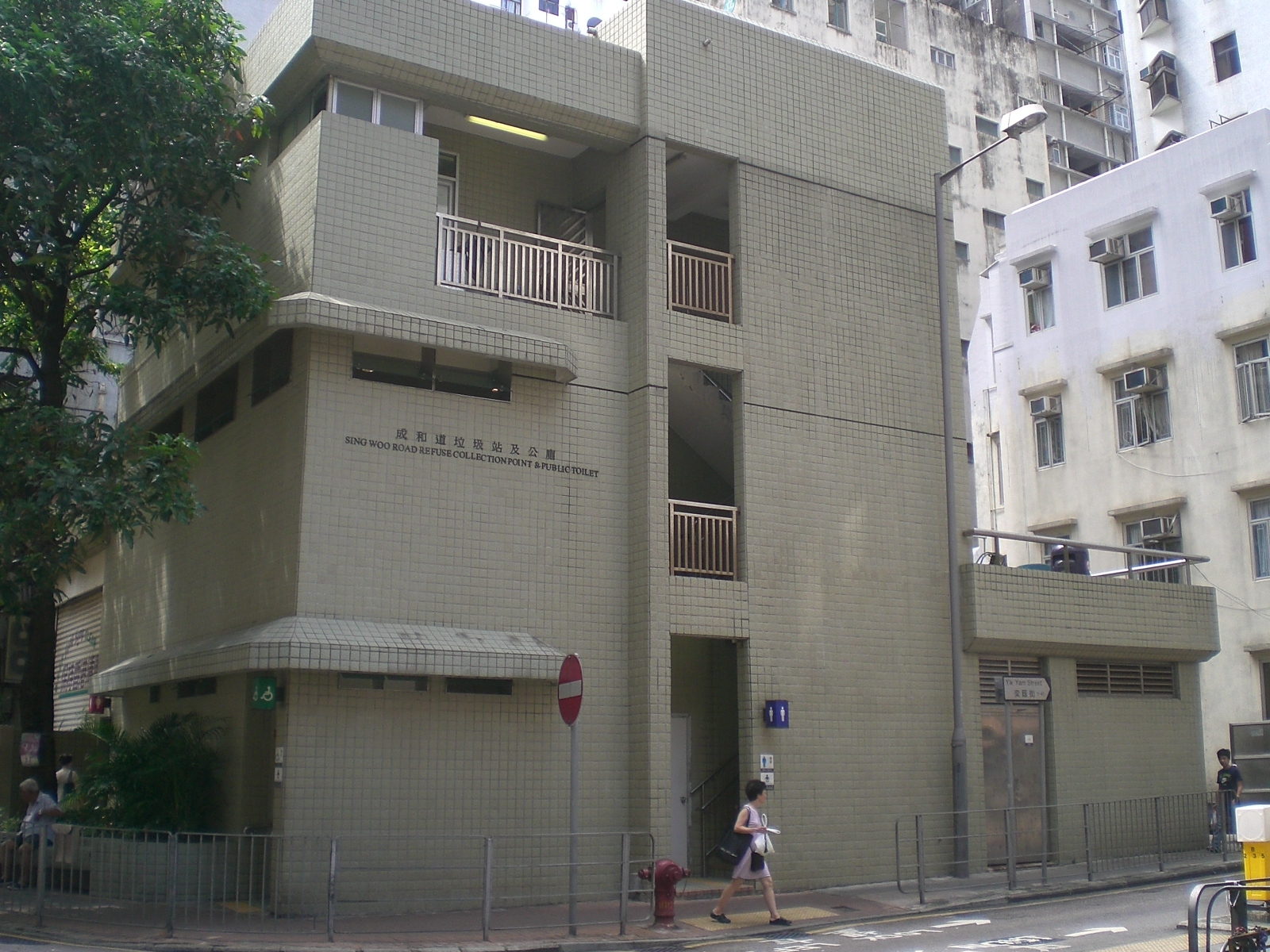
成和道公廁是典型附設於垃圾收集站的公廁建築，女廁在下層而男廁在上層

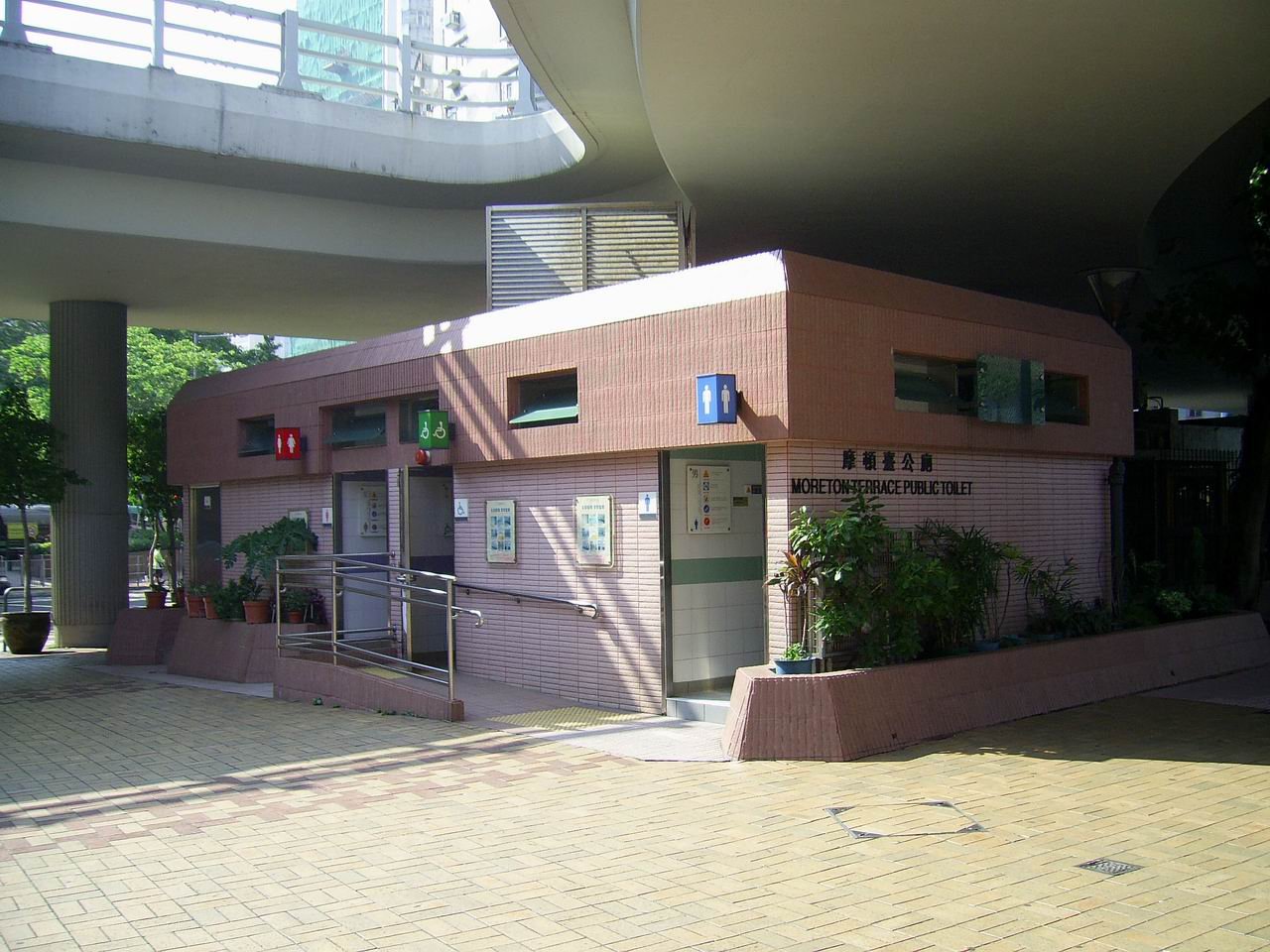
摩頓臺公廁處於巴士總站旁及天橋底

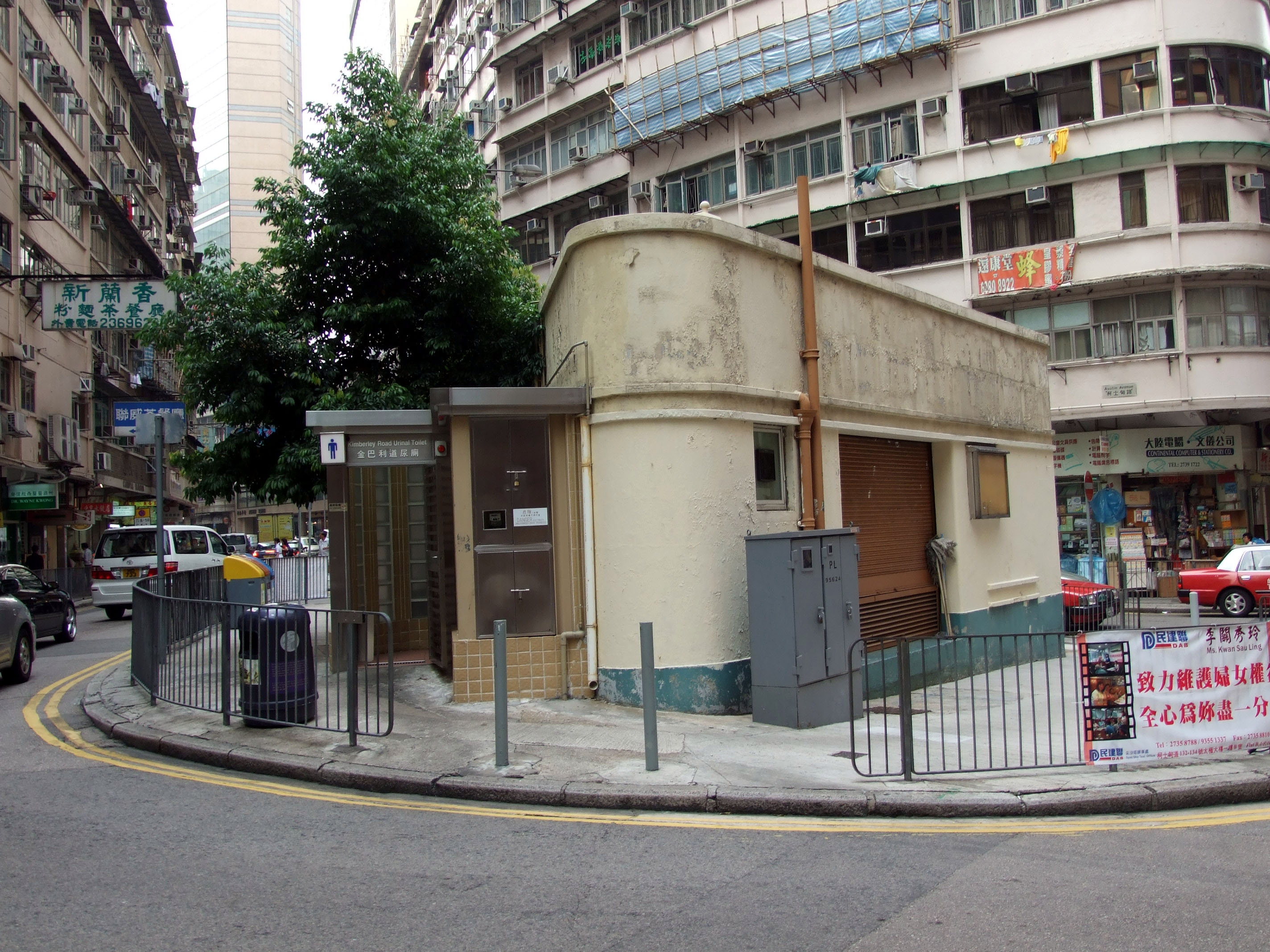
金巴利道尿廁方便的士司機

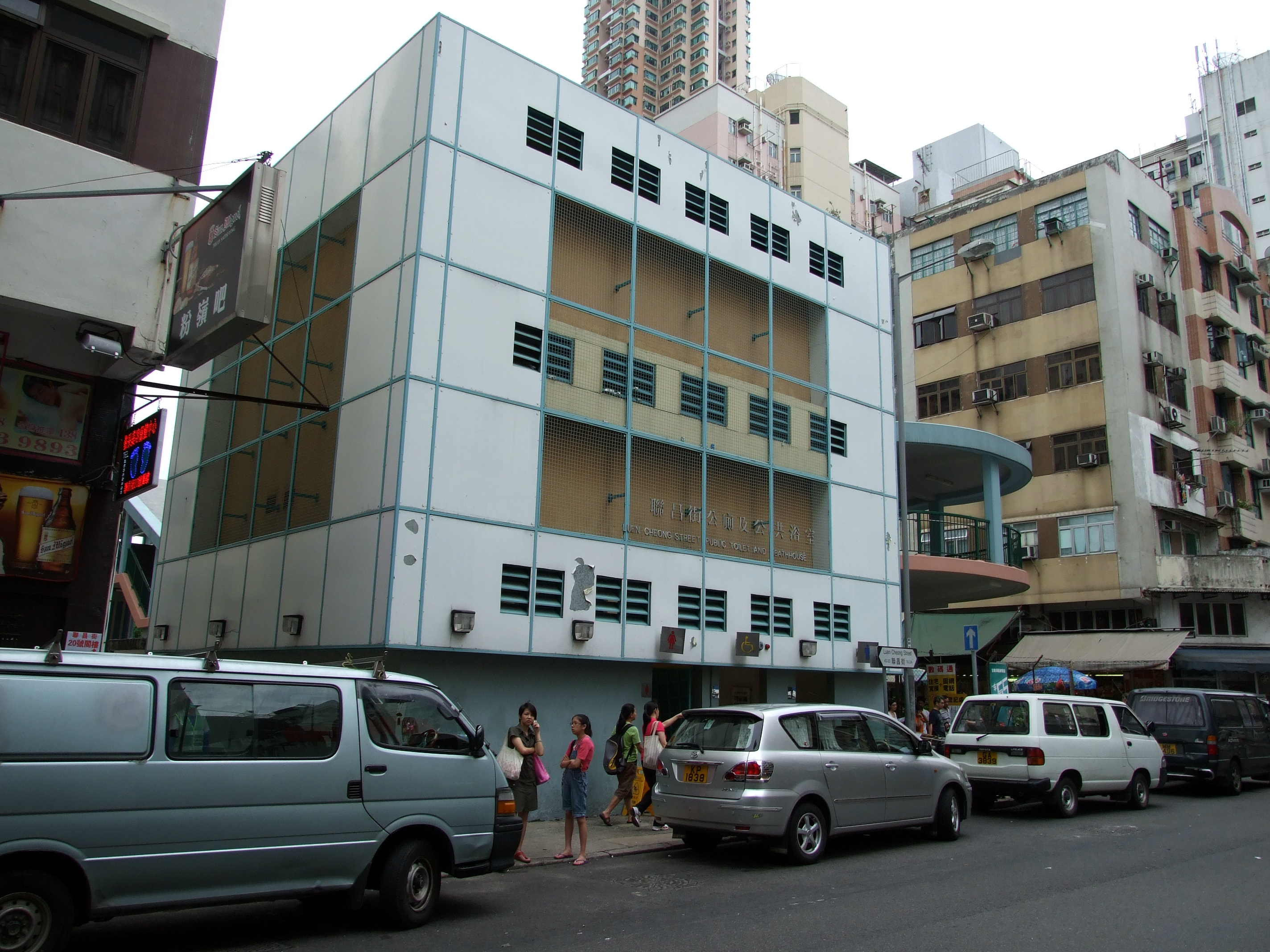
粉嶺聯昌街公廁及公共浴室

香港公廁指的是香港的公共廁所，當中並不包括商場及食肆的廁所。香港公廁是香港市政公共建築中數量最多的類型，有多達800座獨立的公廁。

## 歷史
香港的公共廁所，其歷史最早可以追溯至開埠初期。根據清廷外交官張德彝在其遊記《航海述奇》中描述，在1860年代，香港政府已立例禁止在大街隨地便溺。惟當時的公共廁所並不多，不少公眾場所均未設廁所，因此不少人在「人有三急」時，均選擇在後巷等較隱蔽的地方就地解決，以致這些地方經常臭氣沖天，也使這些地方有「屙屎巷」之稱。

### 港島地底公廁
19世紀末，英國人為了改善環境衛生，開始在中環區興建公廁。當時廁所屬難登大雅之堂的東西，以及為了節省地皮，便把公廁設在地底。又因為當時的「重男輕女」社會文化，女性較少外出工作，因此不少地底公廁均只設男廁，不設女廁。
這些地底公廁以照明，由於早期香港的下水道設施也不多，因此需以人手清糞（俗稱「倒夜香」），又因為興建地底公廁時未考慮室內通風，使這些廁所的臭氣比「屙屎巷」還要厲害，未能有效改善隨地大小便的問題。
至2000年代，香港中西區的地底公廁只剩下威靈頓街跟皇后大道交界的地底公廁（俗稱「狗孖撚」）還對公眾開放，而當中的設施已經十分現代化，其餘地底公廁均已關閉，其中位於鴨巴甸街的舊公廁擬被列入二級歷史建築。部份地下公廁資料如下：
| 興建年份   | 位置                                                              | 現況                                  |
| ---------- | ----------------------------------------------------------------- | ------------------------------------- |
| 1900年代初 | 西邊街與第二街交界                                                | 已被填平                              |
| 1902年     | 花園道與皇后大道交界                                              | 已被填平                              |
| 1911年     | 皇后大道西雀仔橋地下                                              | 已被填平                              |
| 1913年     | 鴨巴甸街與士丹頓街交界 荷李活道已婚警察宿舍（今已活化成元創方）旁 | 已關閉，2011年6月15日列為二級歷史建築 |
| 1913年     | 威靈頓街與皇后大道中交界                                          | 仍然開放，擬被列入二級歷史建築        |
| 1914年     | 德己立街與和安里交界                                              | 已被填平                              |
| 1914年     | 砵典乍街（石板街）與皇后大道中交界                                | 已關閉，並改作電錶房                  |

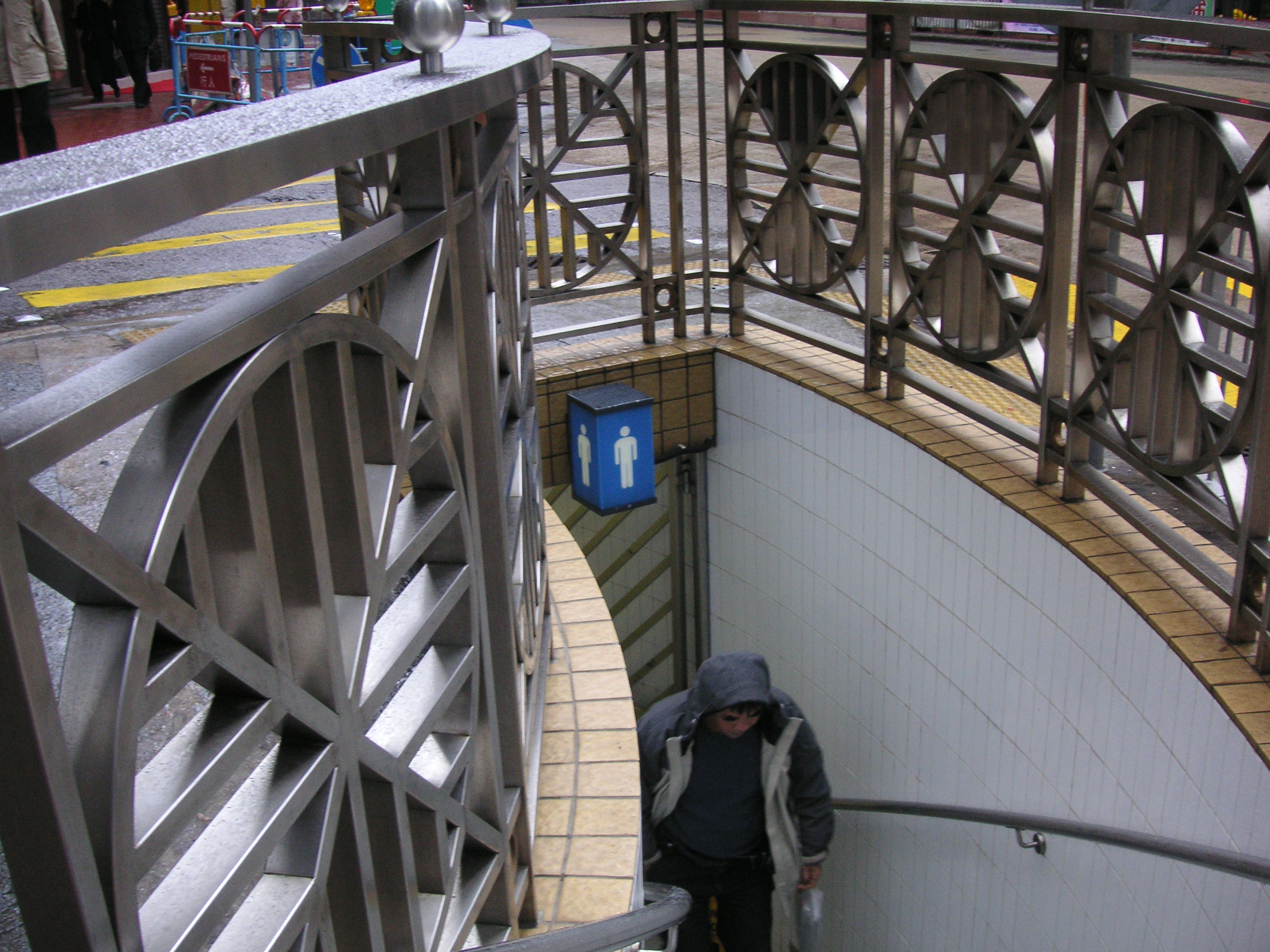
位於威靈頓街的地底公廁入口
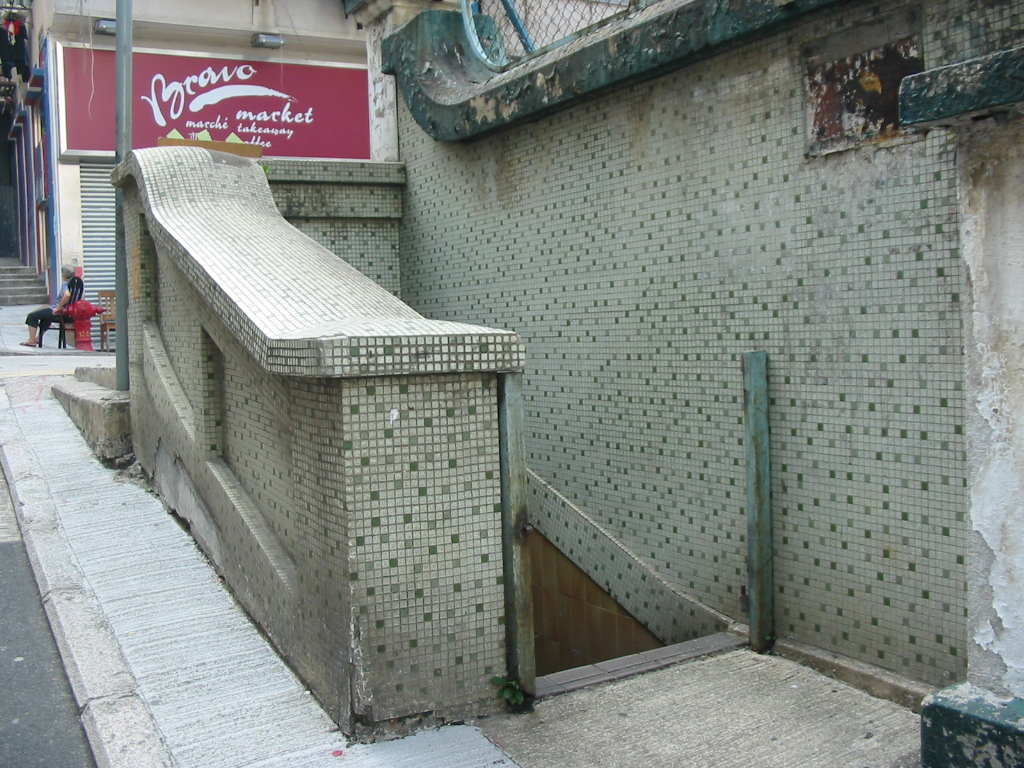
士丹頓街地底公廁女廁入口
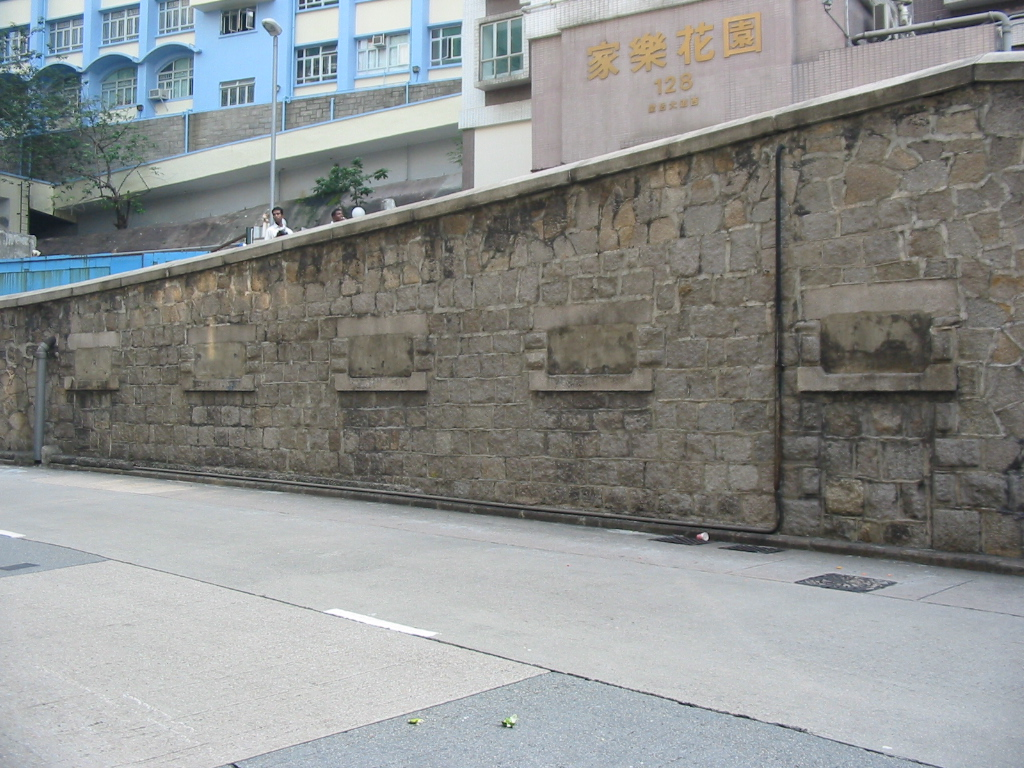
皇后大道西雀仔橋石牆內的地底公廁，現已密封

### 二戰前
1940年代初，市政局為提升公廁水準，計劃把當時的公廁改建成水廁，還立例規定全香港所有酒樓茶室均須在1941年6月或以前安裝水廁。該條例引起酒樓老闆的反對，他們曾集體向港督請願，稱因下水道不足而令他們不能興建水廁。港府接納他們的訴求，開始大規模興建下水道，至香港遭日軍攻佔後中止。

### 二戰後
香港重光後，政府立例對隨地大小便罰款250港元，惟當時的公廁仍存在照明不足、污穢及治安差等問題，使人們卻步，令隨地大小便問題依舊。有鑒於此，政府開始加快增建及改善公廁。
戰後初期的公廁使用水槽式設計，其中一個末端廁格設有沖廁水箱，會定時清洗糞槽，把糞便從另一端的廁孔沖走，這種公廁同時應用在不設家用獨立廁所的第一和第二型徙置大廈內。由於沖廁不能由使用者控制，當使用者如廁後，糞便仍會停留在糞槽內，不能即時沖走，有些使用者因害怕被糞槽的屎水濺污，便索性在如廁前先在糞槽上鋪上報紙，然後拉在報紙上，完事後把污物連報紙丟在糞槽中等候沖走，這樣做會有機會造成淤塞。除衛生外，水槽式廁所在清潔及節水方面也不及使用獨立的廁所好，因此這種廁所也隨抽水馬桶的普及而陸續被改建。
區域市政局於1990年代起，為新界地區轄下的21個水槽式廁所進行改建，工程已於1998年11月完成。在最後一個由市政部門管轄的水槽式廁所（灣仔道公廁）於2008年隨舊灣仔街市關閉後，這類廁所祇能在一些舊式工廈內找到。

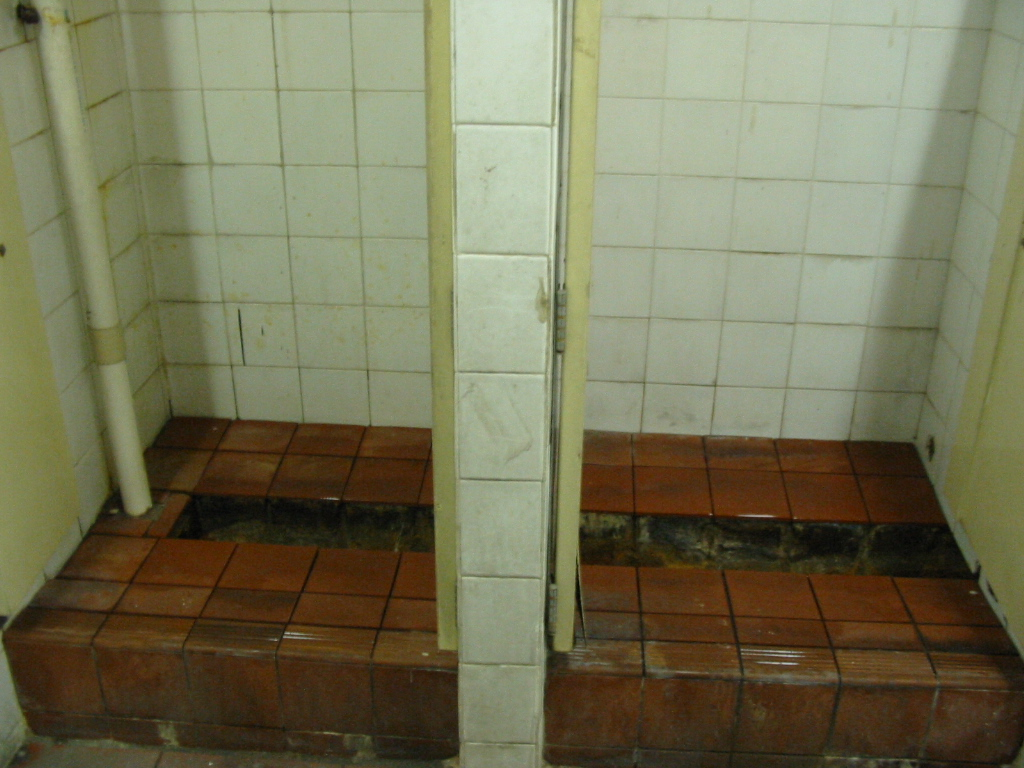
舊型溝槽式廁所
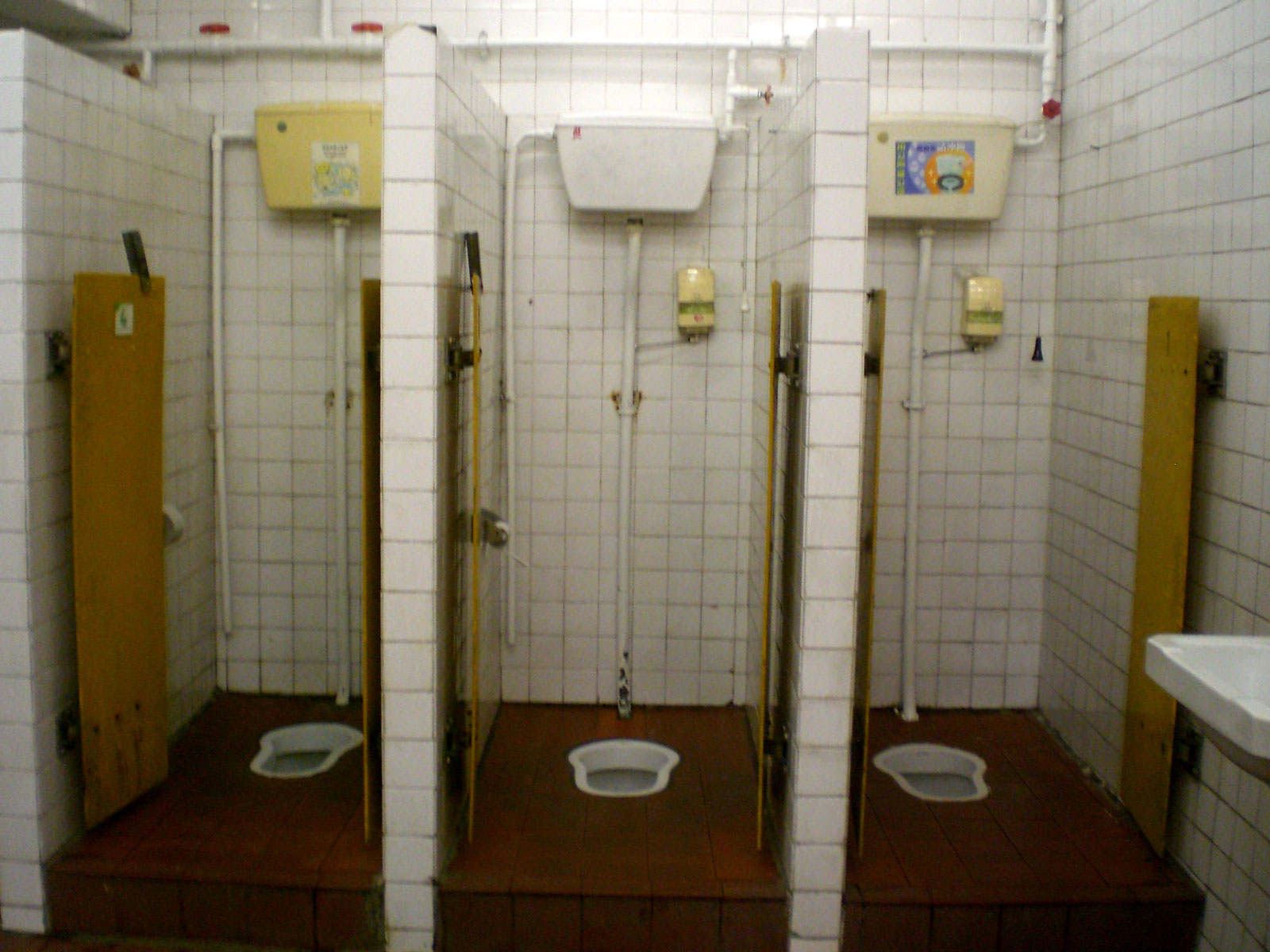
舊型獨立式蹲廁

位於港島的鄉村地區，過去也曾經使用旱廁，以薄扶林村為例，該村曾設有數個木製旱廁，市政局於七十年代後期把這些旱廁改成沖水式廁所。

### 新界鄉郊廁所

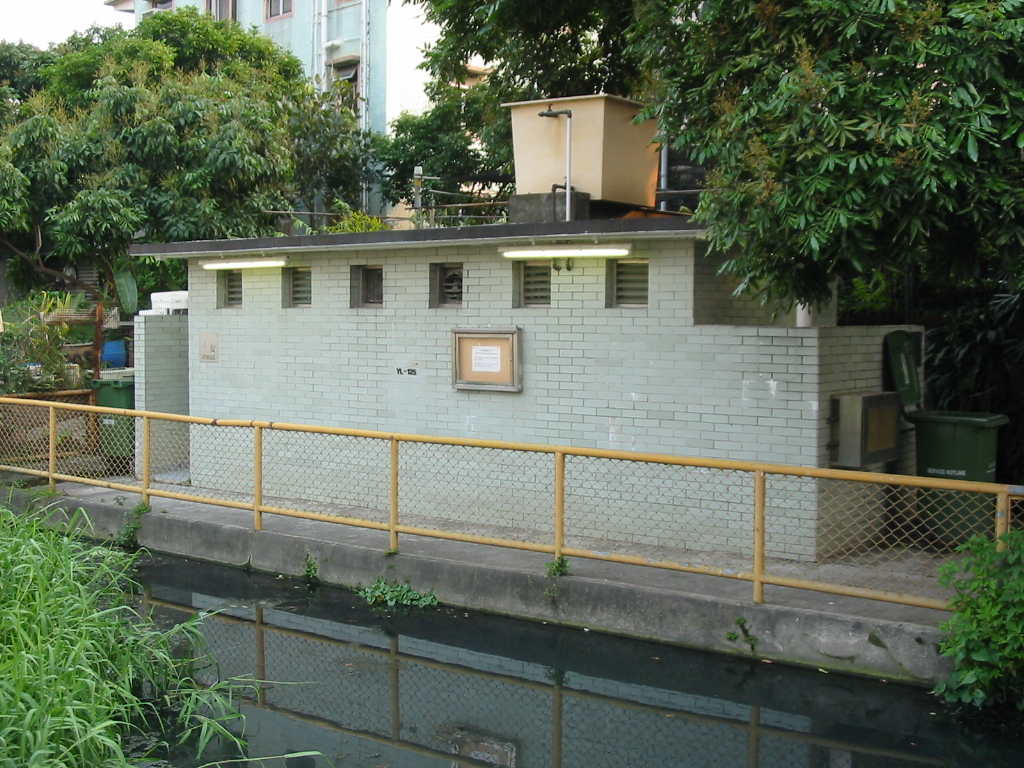
位於厦村鄉東頭村的旱廁（改建前）

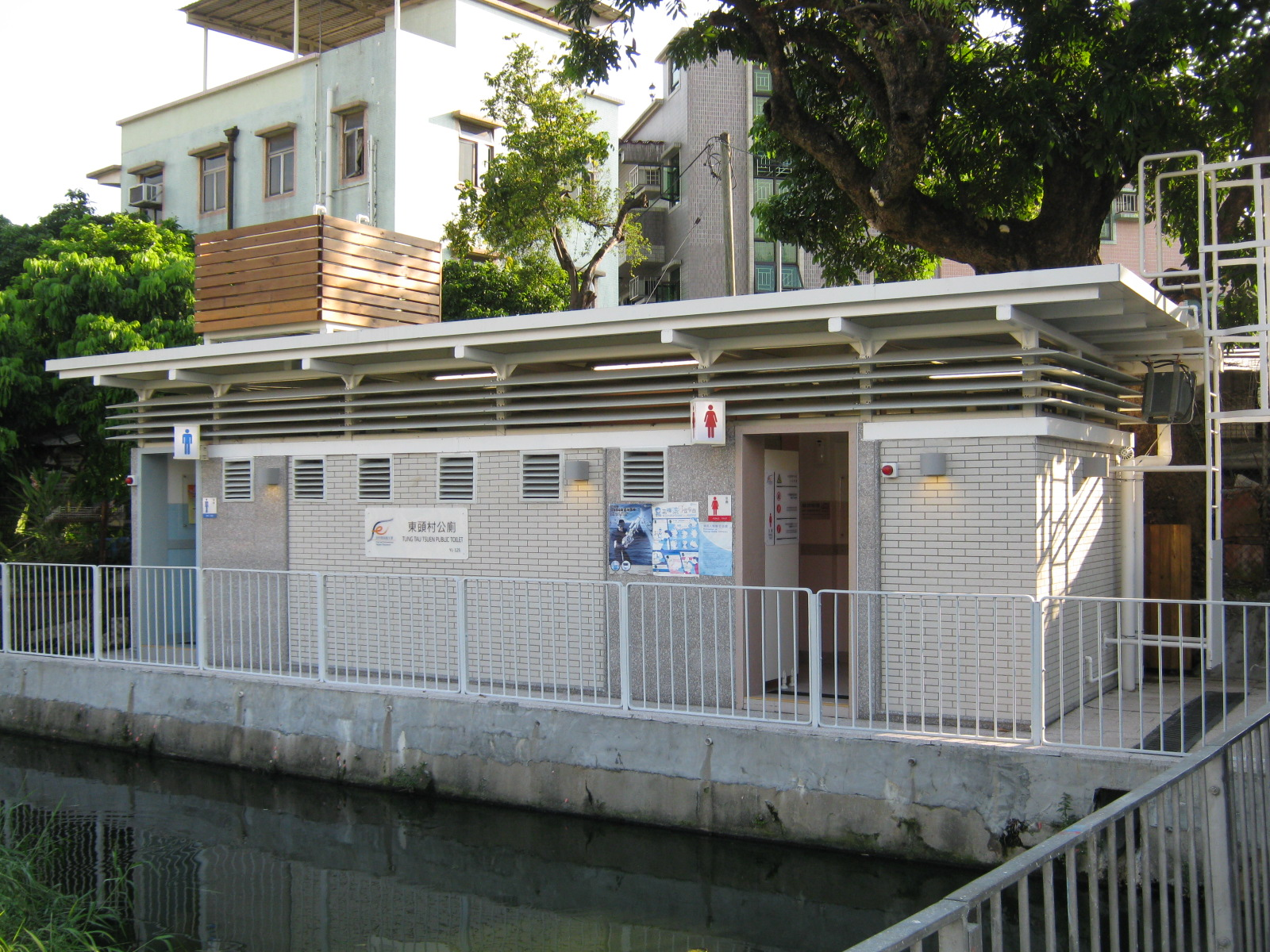
改建後的東頭村公廁

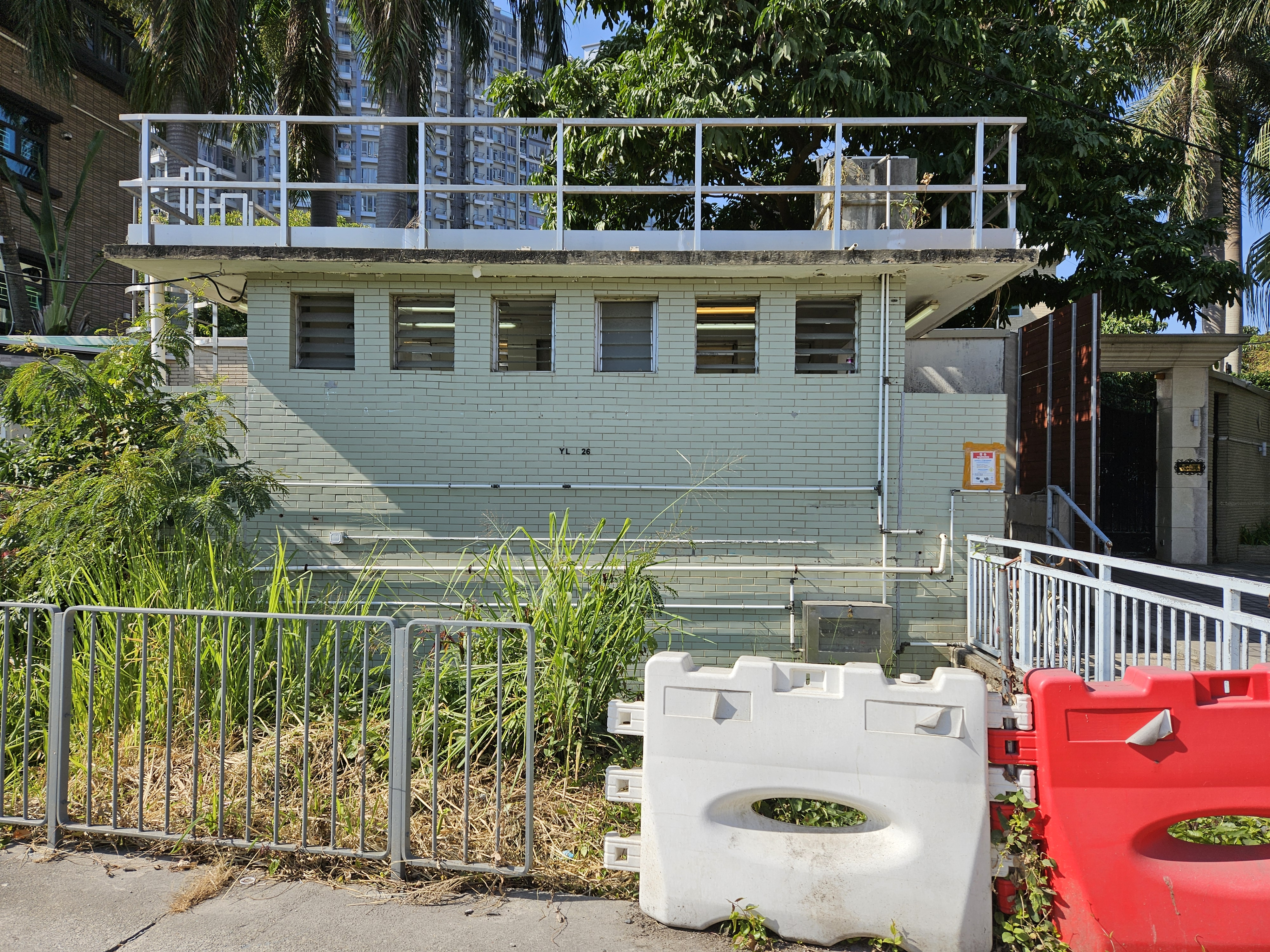
上攸田村旱廁

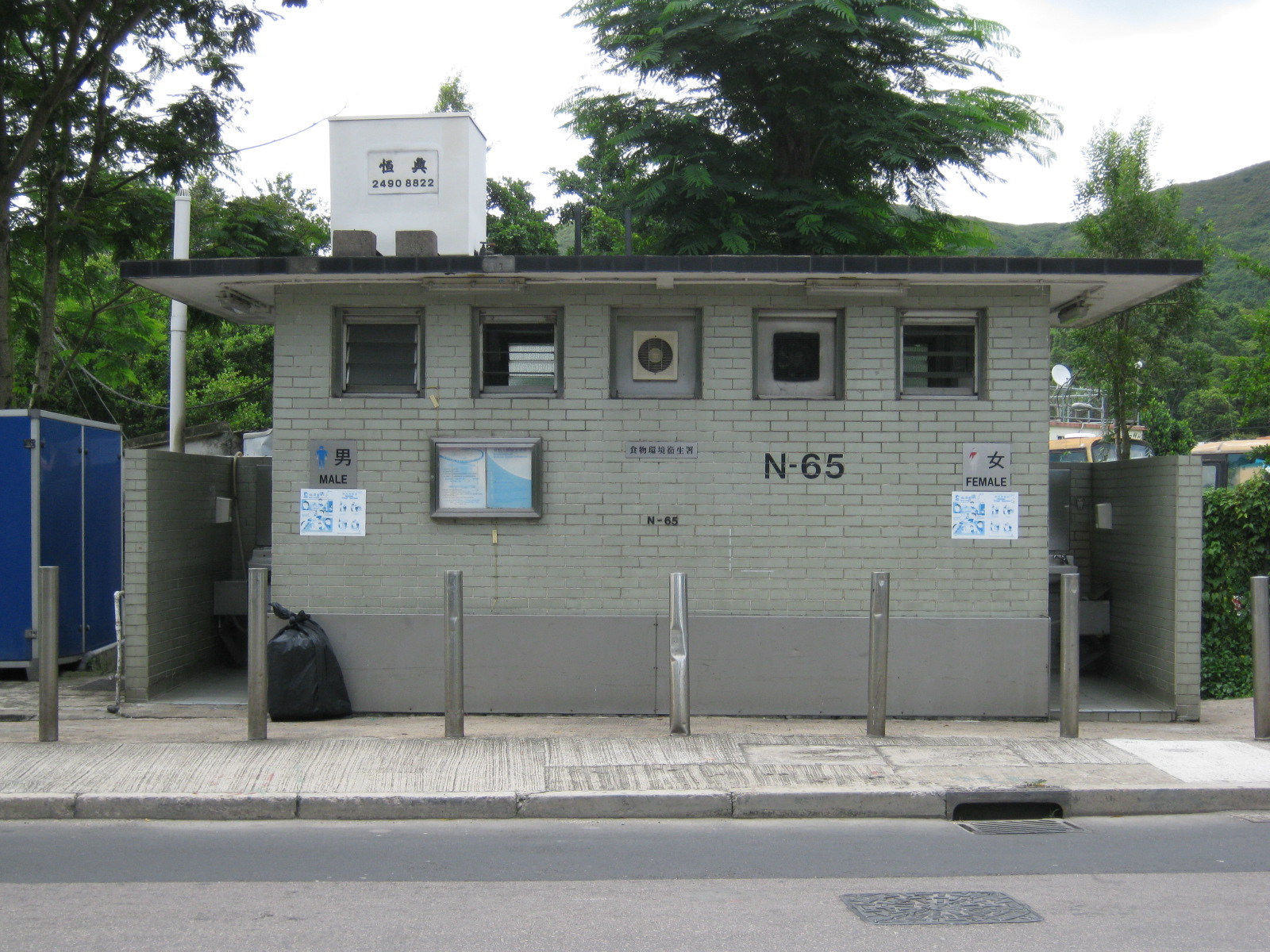
加裝了真空沖廁系統的馬尾下公廁

早期新界及離島的鄉郊地區均缺乏下水道設備，政府為照顧村民及遊人等的需要，遂透過該等區域的政務處在這些地區設置旱廁，並由市政事務署新界市政署負責管理。首兩座旱廁於1960年落成，分別位於沙頭角吉澳碼頭及大埔塔門碼頭，各擁有18個廁格（男12女6）。其後興建的多座旱廁則多擁有3至6個廁格。
舊式旱廁不設沖水設施，糞便會沿廁孔掉進化糞池中囤積，而化糞池又透過廁孔暴露於空氣中，除臭氣會經廁孔溢出外，也會滋生蚊蟲。
踏入新時代，隨著人們對衛生需求的增加和人類不斷向上之緣故，舊式旱廁也顯得不合時宜。前區域市政局於九十年代開始，把附近設有下水道的旱廁改建成沖水式廁所。為探討改建轄下旱廁的可行性，區局曾從外國引進真空廁所及化學循環運水式沖廁系統試驗，並於1998年年底在其中4個鄉郊廁所安裝。另外也引進了兩個貨櫃箱式真空廁所。
由於真空和化學沖廁系統維護成本頗高，因此改建方案未獲區局採納，而區局亦把500多個未能改建成水廁的旱廁進行翻新。
- 旱廁廁格內部，沒有沖廁系統
- 使用真空沖廁系統的蹲廁

部份使用另類沖廁系統的鄉郊廁所現況如下：
| 公廁名稱             | 所在地區 | 編號   | 沖廁形式 | 現況                                                               |
| -------------------- | -------- | ------ | -------- | ------------------------------------------------------------------ |
| 馬尾下公廁           | 北區     | N-65   | 真空     | 已改建成水廁                                                       |
| 文錦渡公廁           | 北區     | N-153  | 真空     | 貨櫃箱式，已改建成水廁                                             |
| 放馬莆(1)公廁        | 大埔區   | TP-45  | 化學     | 已拆卸，當局於原址旁邊興建一座新式水廁                             |
| 深井公廁             | 荃灣區   | -      | 真空     | 已改建成水廁，2010年重新開放                                       |
| 龍如路公廁           | 荃灣區   | TW-29  | 真空     | 已改建成水廁                                                       |
| 流浮山迴旋處公廁     | 元朗區   | YL-133 | 真空     | 已重建，使用另一款真空沖廁系統，2011年重新開放                     |
| 落馬洲過境巴士站公廁 | 元朗區   | -      | 真空     | 貨櫃箱式，2011年停用，當局於2019年在原址旁邊設置另一款貨櫃箱式水廁 |

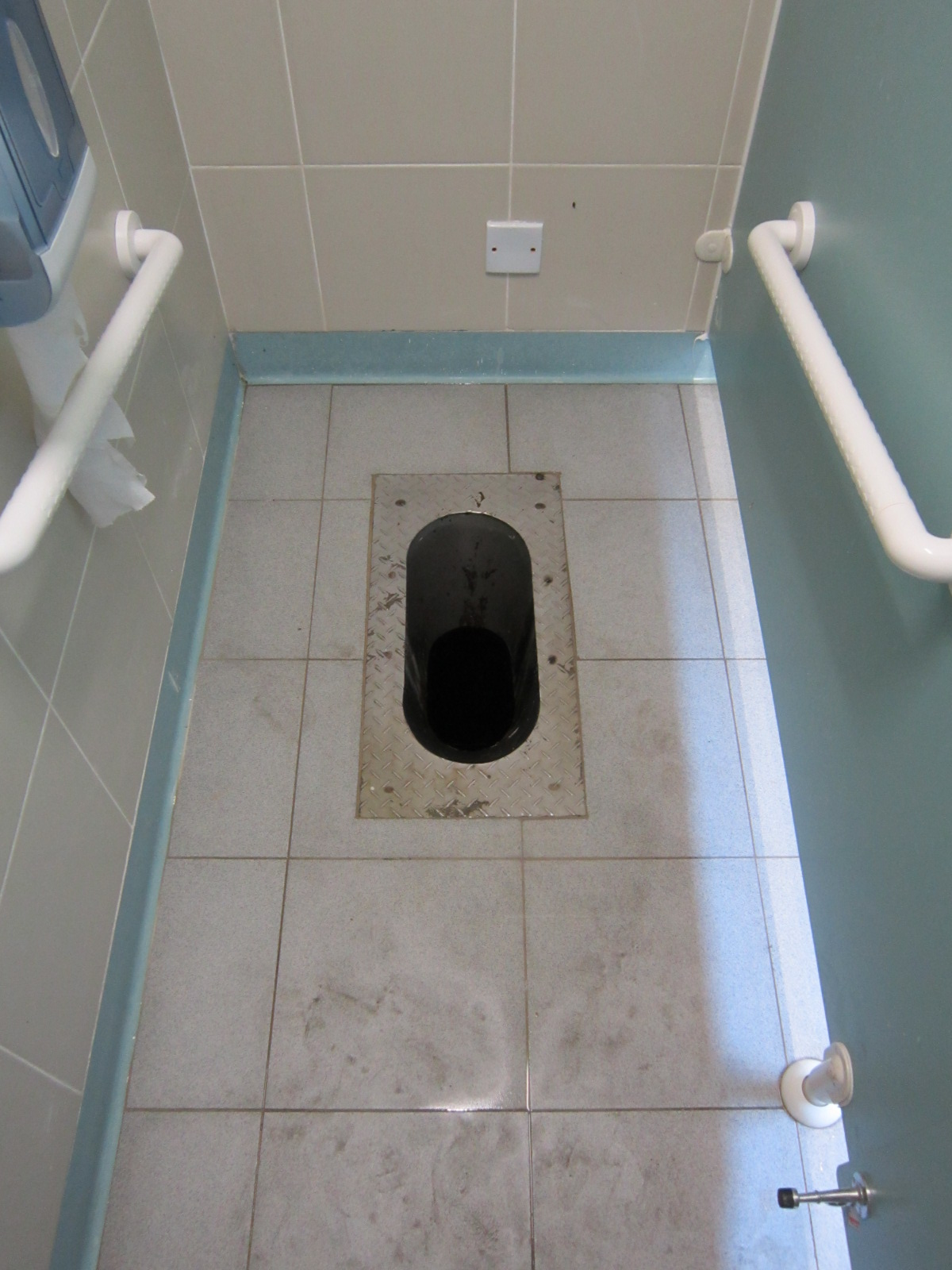
旱廁廁格內部，沒有沖廁系統
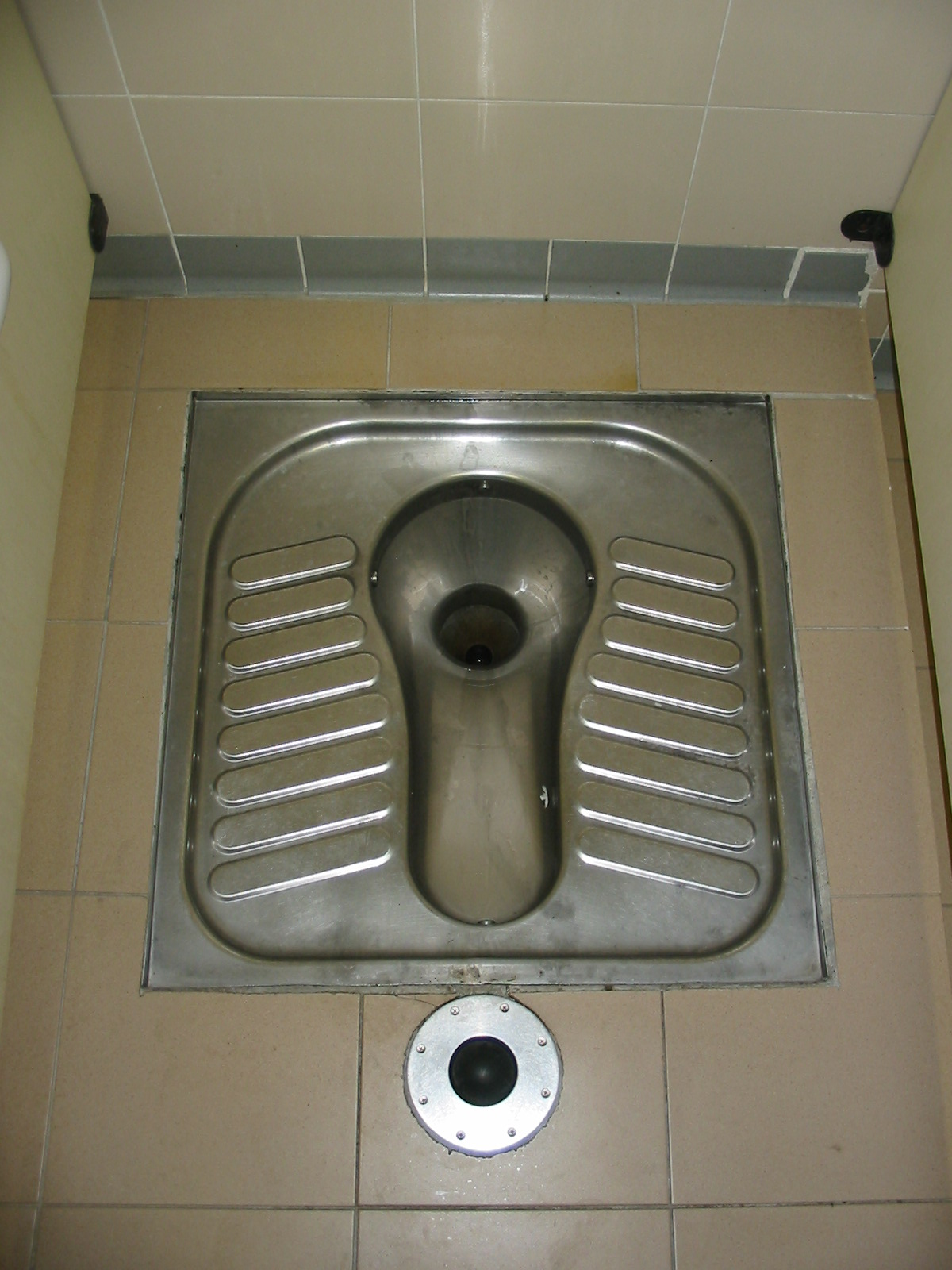
使用真空沖廁系統的蹲廁

2000年，食物環境衞生署接管所有由原區域市政局管理的鄉郊廁所。
經過2003年沙士之後，食環署於2005年2月起，開始大規模把旱廁進行改建，包括加裝沖廁裝置、坐式便器、嬰兒桌等。污物處理的方案大體分為三個：
1. 把化糞池改裝成儲糞池，並加密清糞次數；
2. 裝設生物處理系統，把污水淨化用作沖廁；
3. 接駁至附近的下水道。

不少進行改建的旱廁均使用第一和第二個方案。改建計劃又分為7期進行：
| 期數   | 改建旱廁數量     | 工程承建商        | 資料文件 | 備註 |
| ------ | ---------------- | ----------------- | -------- | --- |
| 第1期  | 30               |                   | [ 12 ]   | |
| 第2A期 | 40（實際：39）   | 福利建築 華聯建築 | [ 13 ]   | 位於屏山坑頭村的旱廁（YL-95）位處私人地段，未能改建。 |
| 第2B期 | 30（實際：28）   | 福利建築 華聯建築 | [ 14 ]   | 位於河上鄉舊村(I)的旱廁（N-8）位處私人地段，現已拆卸；位於廈村市菜站的旱廁（YL-118A/B）則受道路擴闊工程影響，未能改建，後被納入第7期項目內。 |
| 第3期  | 30               | 安保工程          | [ 15 ]   | 位於東涌侯王廟的旱廁（TC-9）位處私人地段，未能改建，後被納入第7期項目內，原來位置由位於白芒村的旱廁（SL-17）補上。 |
| 第4期  | 20               | 安保工程          | [ 15 ]   | |
| 第5期  | 80               | 安保工程          | [ 16 ]   | 位於沙田銅鑼灣山頂的旱廁（ST-21）因附近另有新公廁落成，現已拆卸；位於屯門虎地上村（TM-92）的旱廁未能改建；位於打鼓嶺竹園村的旱廁（N-110）受香園圍管制站興建工程影響，現已重置；位於九華徑舊村的旱廁（KWT-22）未能改建，後被納入第7期項目內，原來位置由位於沙頭角新塘莆、軍地村（N-59）、松園下村和坪輋村(1)的後備名單補上。 |
| 第6期  | 90               | 祥興建造          | [ 17 ]   | 位於南丫島高塱村、粉嶺鶴藪村、碧水新村(2)、碧水新村(3)、坑口水邊村（SK-14）、船灣李屋（TP-27）、舒安台村（TW-16）、上葵涌村（TW-28）、屏山福慶村（YL-111）等旱廁未能改建，後被納入第7期項目內，原來位置由後備名單中的14個旱廁補上。 |
| 第7期  | 145（實際：124） | 祥興建造          | [ 18 ]   | 工程範圍包括原區局時代裝設另類沖廁系統的鄉郊廁所，以及由地政總署管理的光板田村二段旱廁。有21個旱廁未能改建，其中位於南丫島高塱村（LA-1）、大嶼山下羌山（TO-8）、粉嶺高莆村（N-57）、沙頭角鴨洲(2)（N-85）、沙田梅子林村（ST-18）、大埔滘老圍（TP-7）及紅花村(2)（SK-55）的旱廁改建工程改為拆卸；位於大嶼山分流村（TO-13）、九華徑村（KWT-22）、白石窩新村（SK-5）、龍蝦灣（SK-24）、碧水新村(2)（SK-31）、井頭碼頭（SK-70）、廈門灣（SK-87）、陰澳鹿頸（TW-25）、打石湖（YL-46）、舊李屋村（YL-116）及水頭村（YL-175）的旱廁改為原址翻新；位於沙江圍（YL-97）、下新圍（YL-145）及碧水新村(3)（SK-32）的旱廁改建工程被取消。 |

7期工程已於2014年11月完成，共改建了441個旱廁，有21個旱廁因位處私人土地或受其他工程影響而被剔出改建計劃（其中11個已進行原址翻新，4個已拆卸）。截至2020年年初，由食環署管轄的旱廁已減至43個。在第7期改建計劃完成後，餘下的53個旱廁將會按其他計劃改建成水廁、原址翻新、拆卸或另地重置，這53間旱廁在2010至2019年間，其中3間已改建，8間已原址翻新，5間已重置，2間正在重置，10間已拆卸。
| 改建/重建 | 3  | 屯門業旺路（TM-106） 小坑村（TM-116） 上水金錢北(2)（N-14） |
| 原址翻新  | 8  | 大埔沙螺洞（TP-17） 東平洲(1)（TP-84） 東平洲(3)（TP-86） 坑頭大布（N-6） 大塱村（N-105） 荃灣深井新村（TW-14） 屯門虎地上村（TM-92） 蒲台島（LA-8） |
| 另地重置  | 7  | 大埔樟樹灘(1)（TP-3，新廁所於2012年啟用） 打鼓嶺竹園村（N-110，新廁所於2014年啟用） 屯門福亨村路（TM-94，新廁所於2018年啟用） 紫田村(2)（TM-119，新廁所於2018年啟用） 華山村（N-45，新廁所於2018年啟用） 鹿尾村路（SK-36，新廁所於2022年啟用） 泥涌停車場（SK-72，重置中，舊旱廁已拆卸） |
| 拆卸      | 10 | 沙田銅鑼灣山頂村（ST-21） 上水金錢北(1)（N-13） 上水大頭嶺(1)（N-39） 蓮麻坑(2)（N-94） 香園（N-116） 十八鄉水蕉老圍(1)（YL-17） 八鄉大窩村（YL-70） 馬鞍崗村(1)（YL-73） 馬鞍崗村(2)（YL-74） 河背村(1)（YL-75）                                                                        |

截至2019年底，食環署轄下的新界旱廁只剩51個，其中6個已關閉及將會拆卸。而按照長遠計劃，其餘45個旱廁中，8個將會改建為水廁，2個將會透過私營發展項目重置，10個將會重置，13個正進行可行性研究，12個將會拆卸。
| 改建/重建       | 8  | 東涌下嶺皮（TC-5） 東涌石榴埔（TC-7） 東涌沙螺灣村（TC-12） 元朗掌牛山（YL-22） |
| 私營項目重置    | 2  | 馬灣鄉事會路（TW-21，已關閉） 馬灣漁民新村（TW-23，已關閉） |
| 重置            | 10 | 河背村(2)（YL-76，舊旱廁已拆卸） 鳳降村（YL-132，舊旱廁已拆卸） 龍躍頭小坑村（N-74，新廁所於2019年啟用） 小秀村（TM-99，新廁所於2021年啟用） |
| 可行性研究      | 13 | 蒲台（LA-8） 分流（TO-13） 九華徑村（KwT-22） 陰澳鹿頸（TW-25） 坑頭大布（N-6） 大塱（N-105） 沙螺洞村（TP-17） 東平洲(1)（TP-84） 東平洲(3)（TP-86） |
| 計劃拆卸        | 12 | 大澳南涌（TO-6，已拆卸） 深井新村（TW-14，曾原址翻新，已關閉） 虎地上村（TM-92，曾原址翻新） 上攸田村（YL-26） 八鄉蓮花地東（YL-62） 八鄉蓮花地西（YL-64，已拆卸） 白石窩新村（SK-5，曾原址翻新） 龍蝦灣（SK-24，曾原址翻新，已關閉準備拆卸） 碧水新村(2)（SK-31，曾原址翻新） 碧水新村(3)（SK-32） 廈門灣（SK-87，曾原址翻新，已關閉準備拆卸） |
| 已關閉 等待拆卸 | 6  | 高塱村（LA-1，已拆卸） 貝澳新圍（SL-9，已拆卸） 上塘福（SL-15，已拆卸） 下羗山（TO-8，已拆卸） 鴨洲(2)（N-85） |

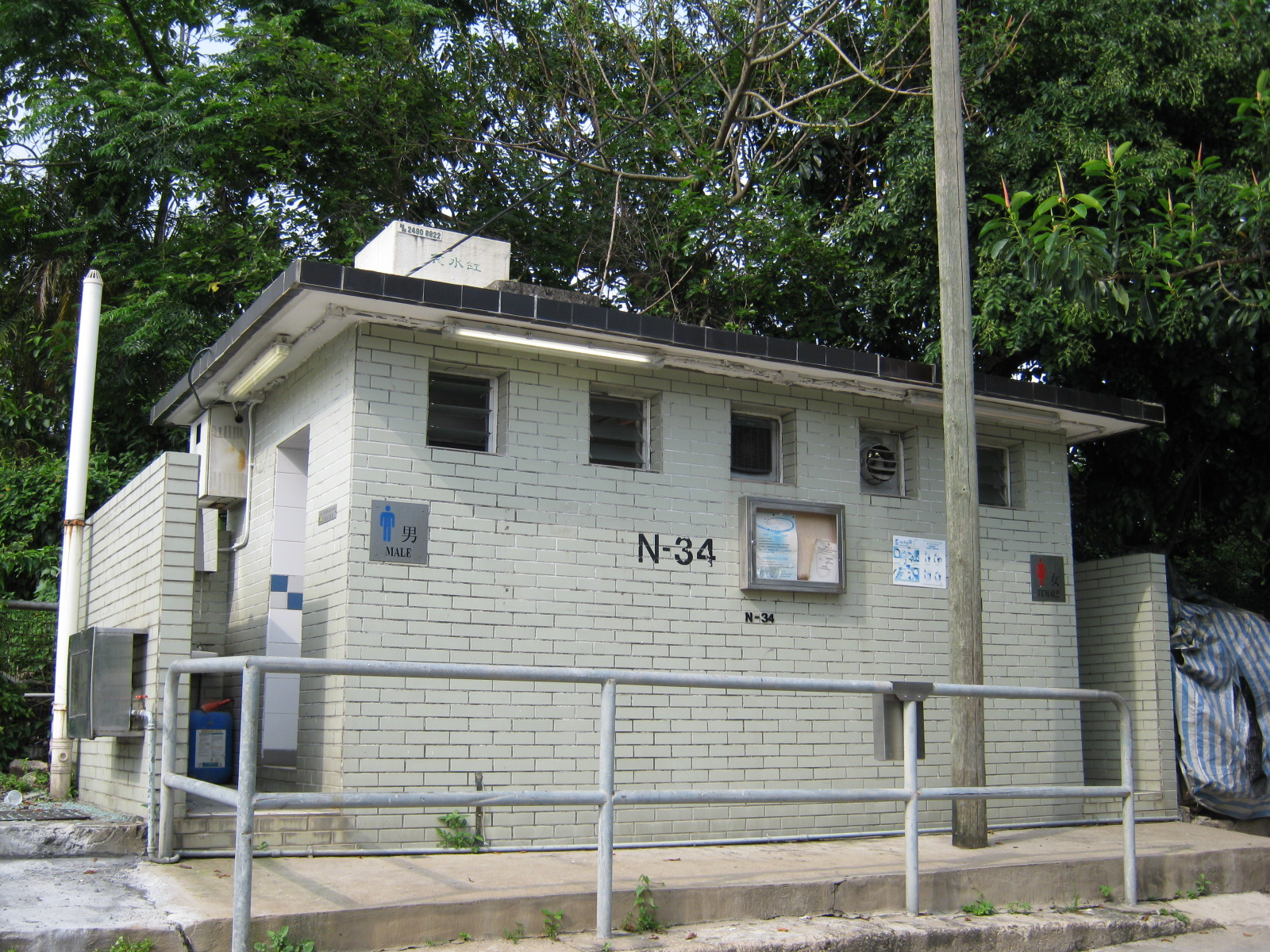
位於古洞石仔嶺的旱廁，屬60至70年代興建的旱廁建築，內部空間狹小。
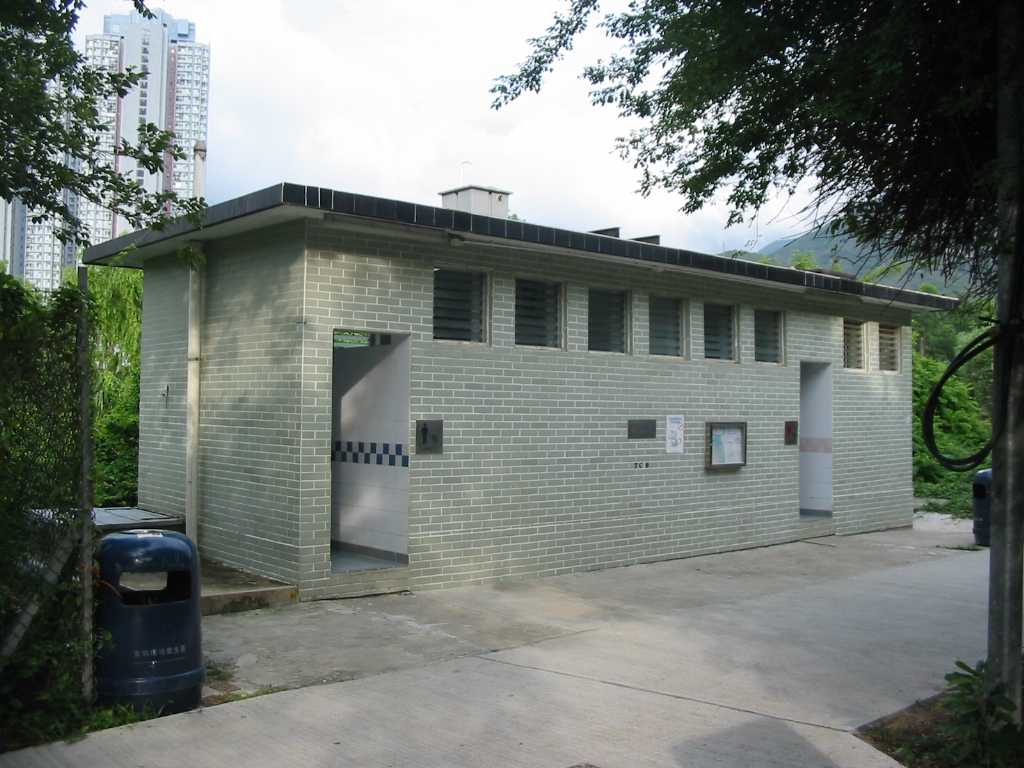
位於東涌侯王廟的旱廁，屬80年代興建的旱廁建築，內部空間較大。
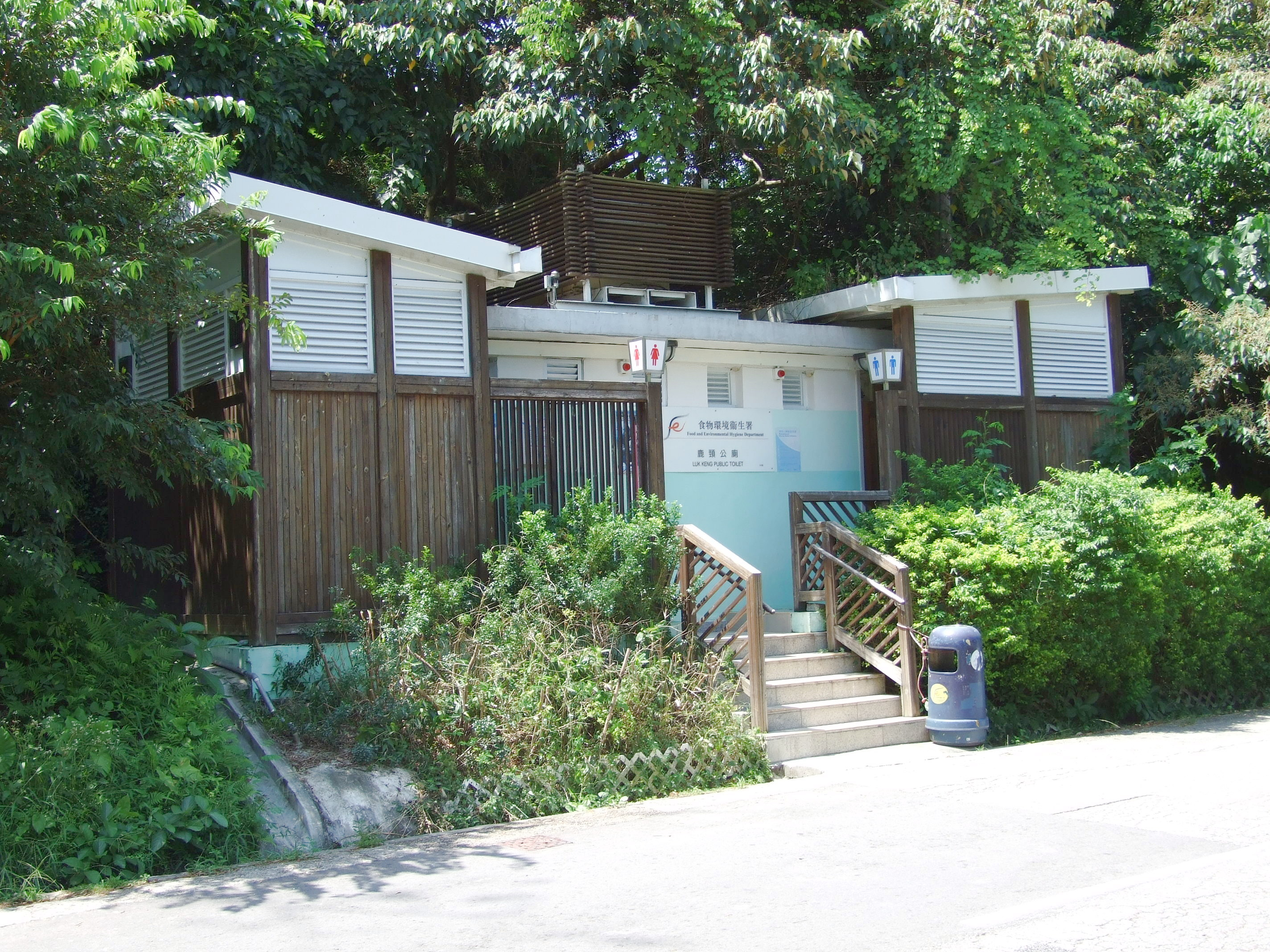
鹿頸公廁，於第1期改建。
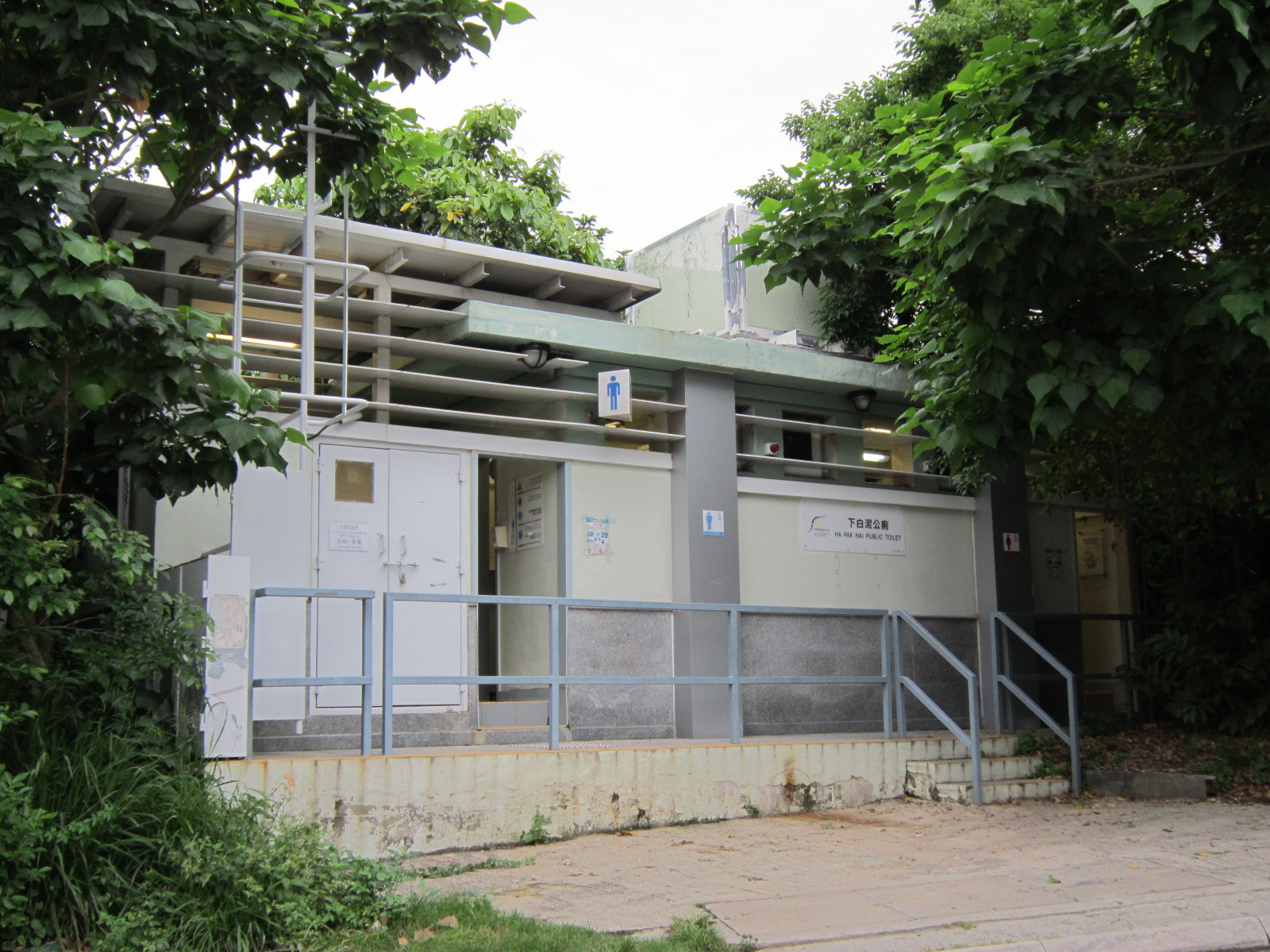
下白泥公廁，於第2A期改建。
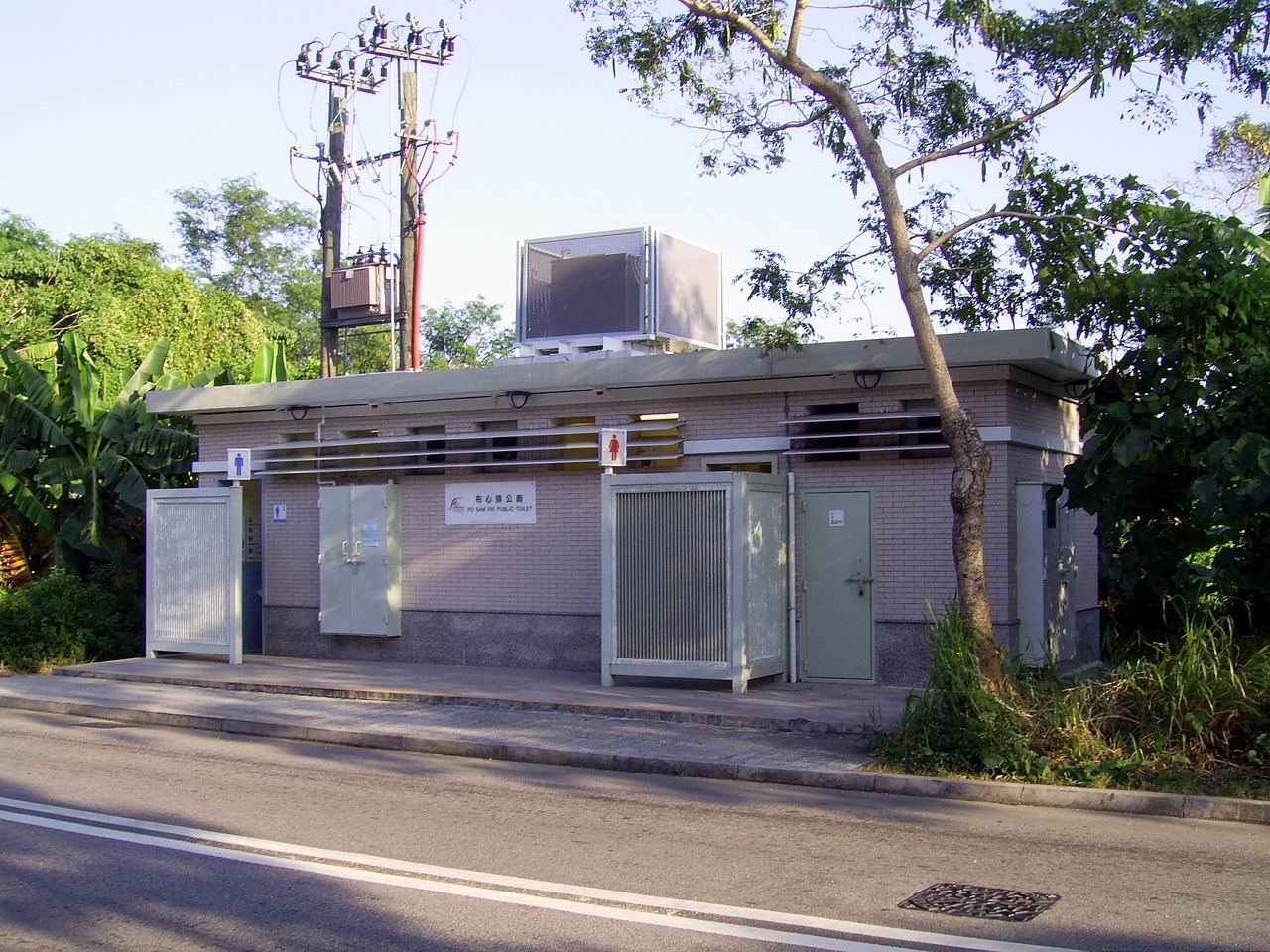
大埔布心排公廁，於第2B期改建。
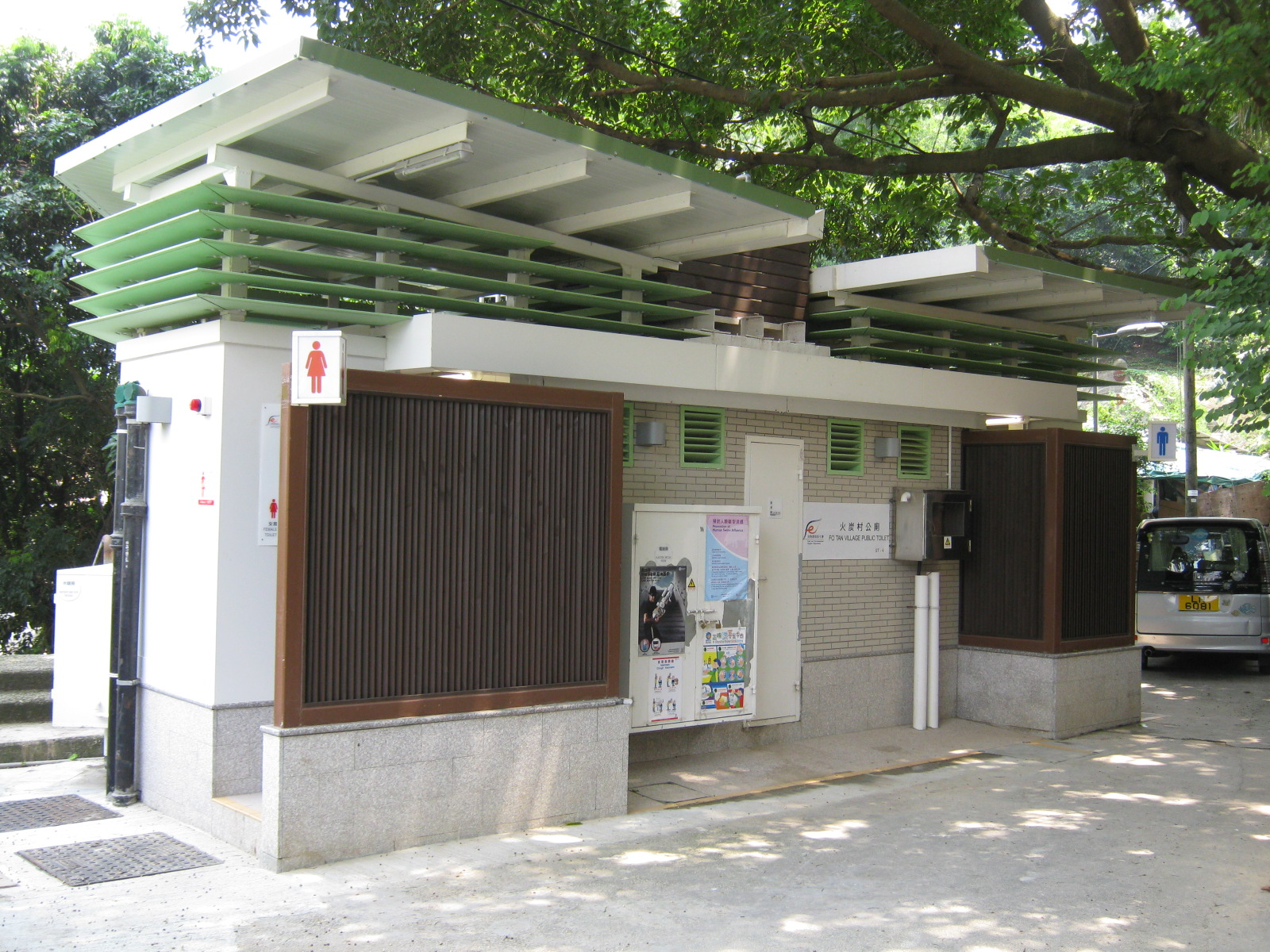
火炭村公廁，於第3期改建。
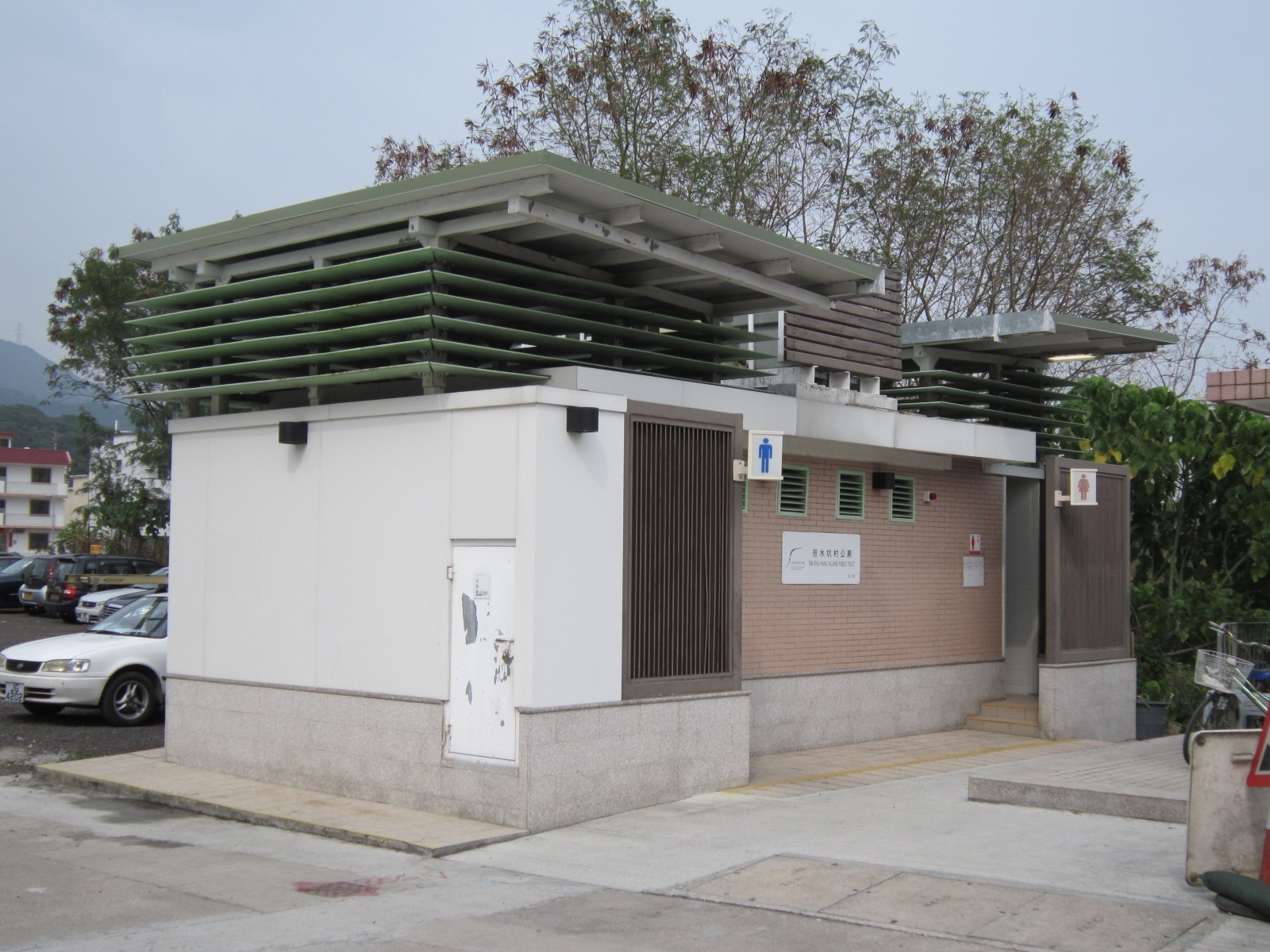
担水坑村公廁，於第4期改建。
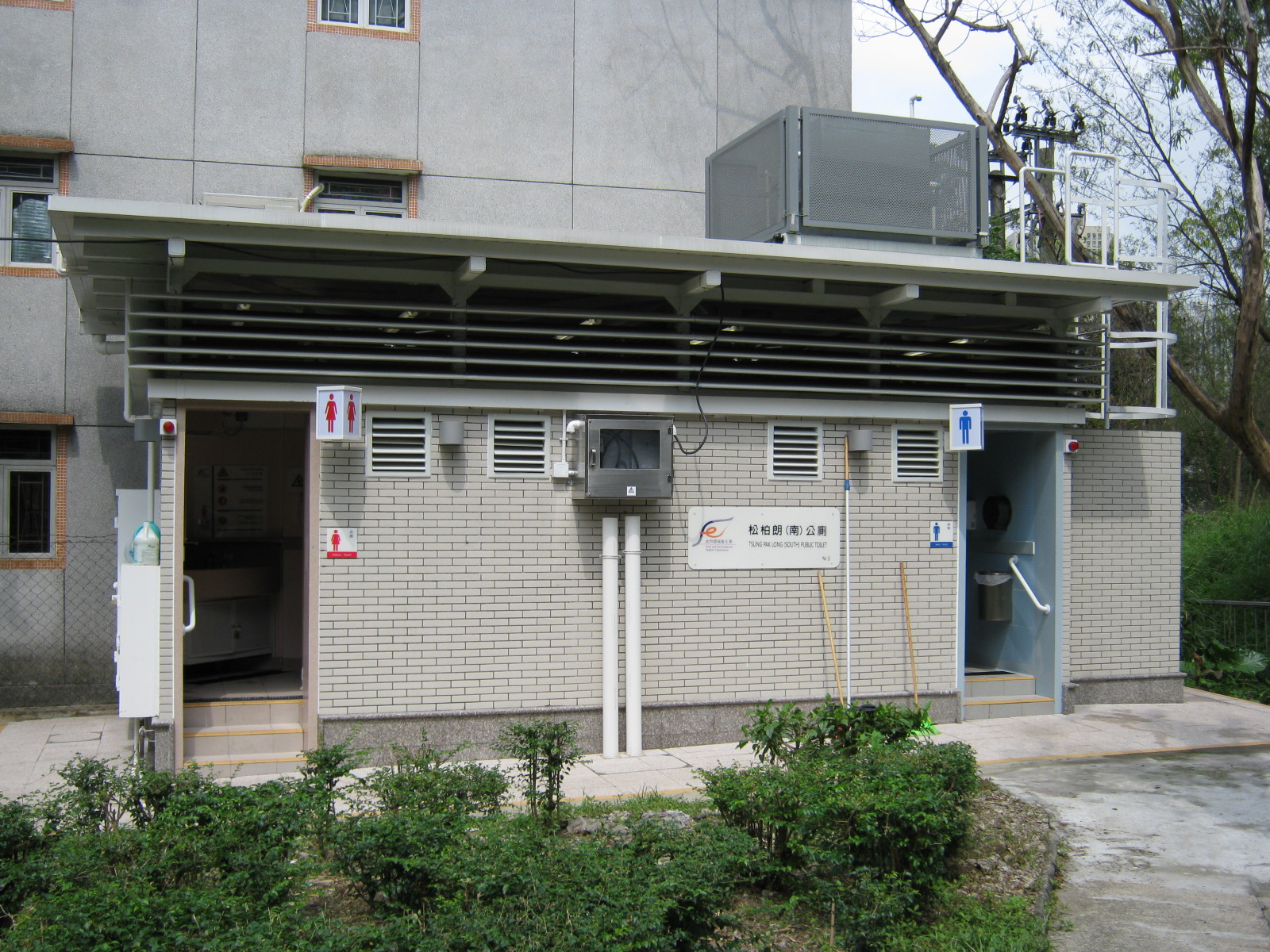
松柏朗(南)公廁，於第5期改建。
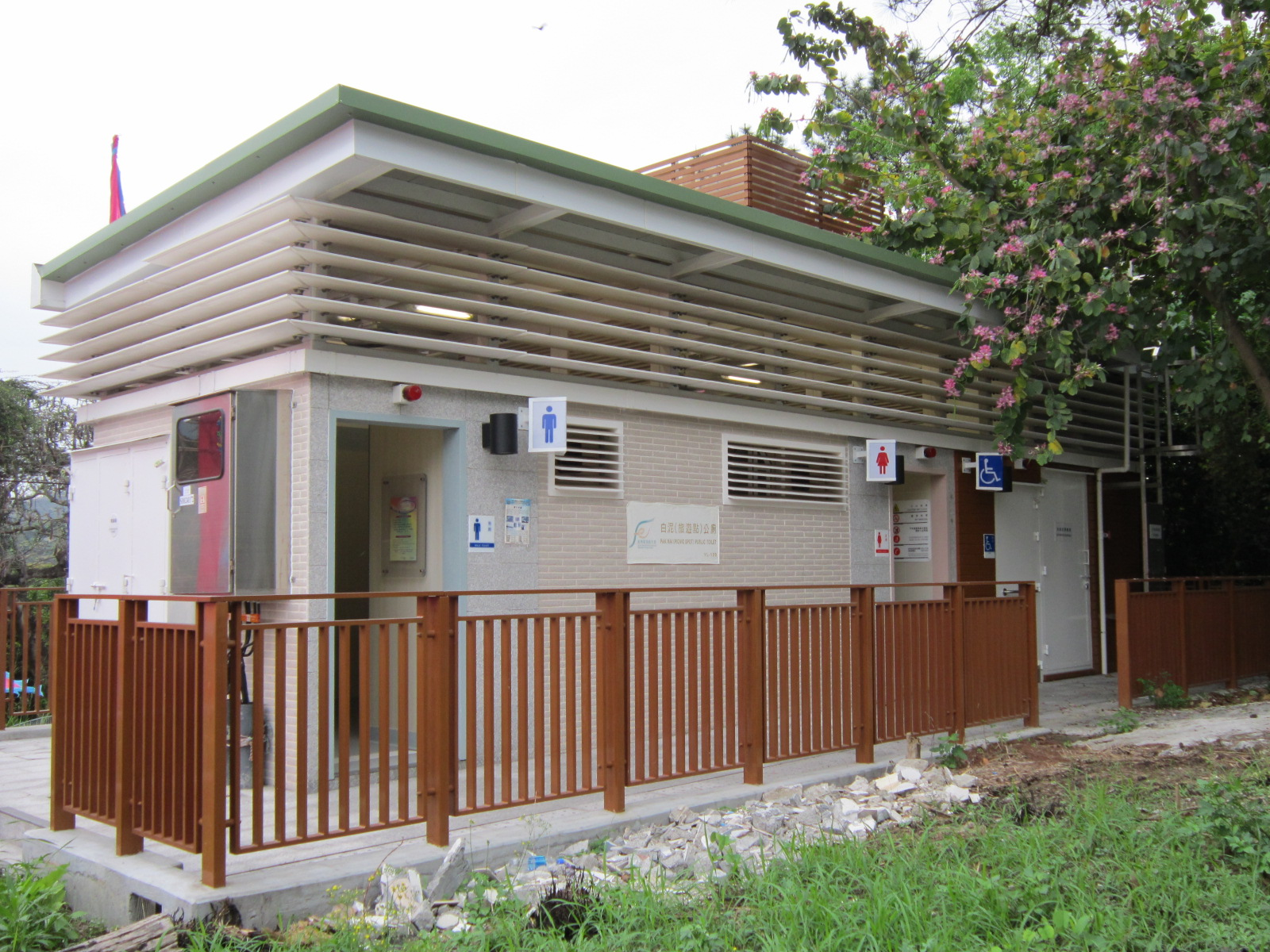
白泥(旅遊點)公廁，於第6期改建。
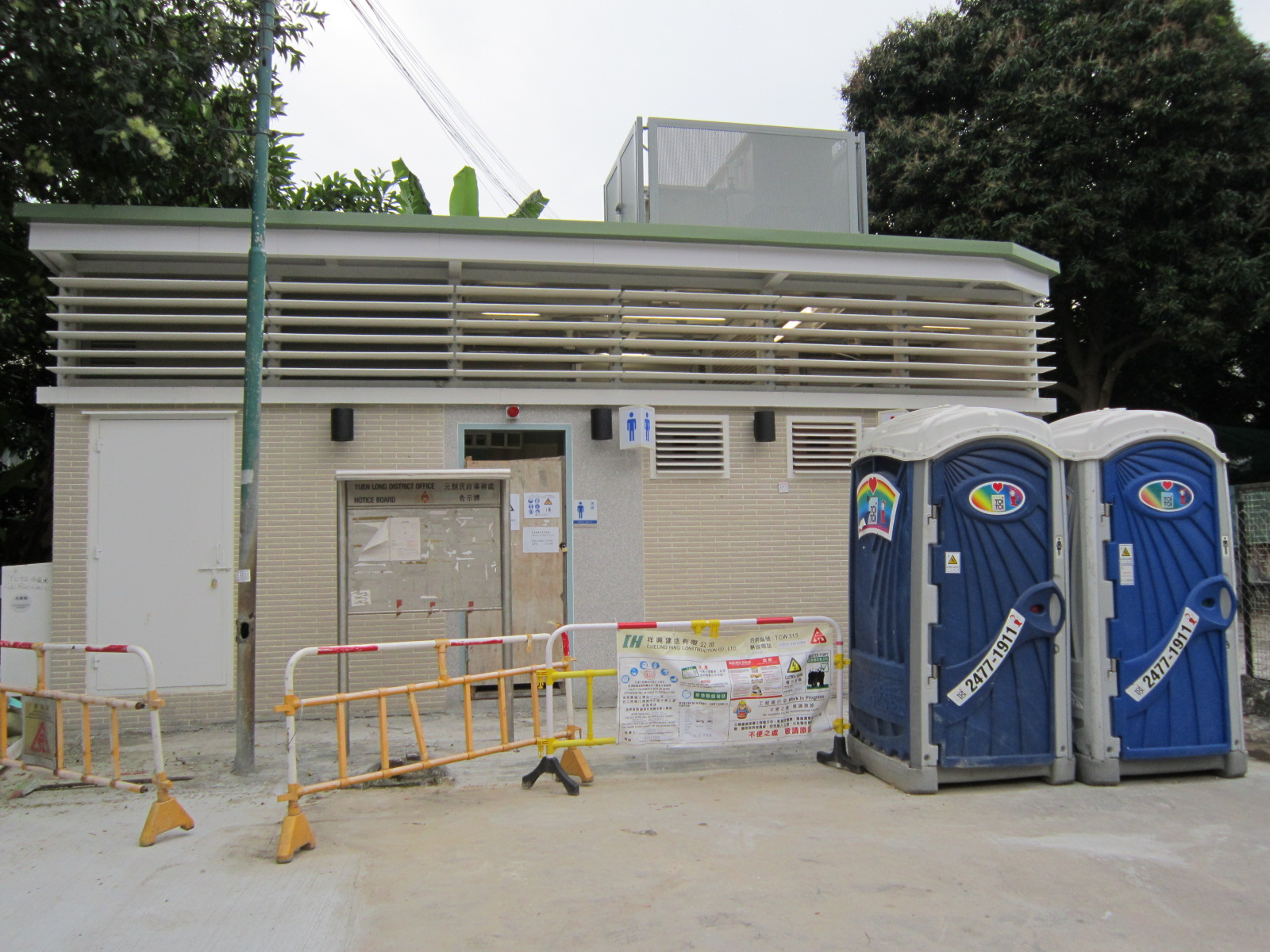
西邊圍(I)公廁，於第7期改建。
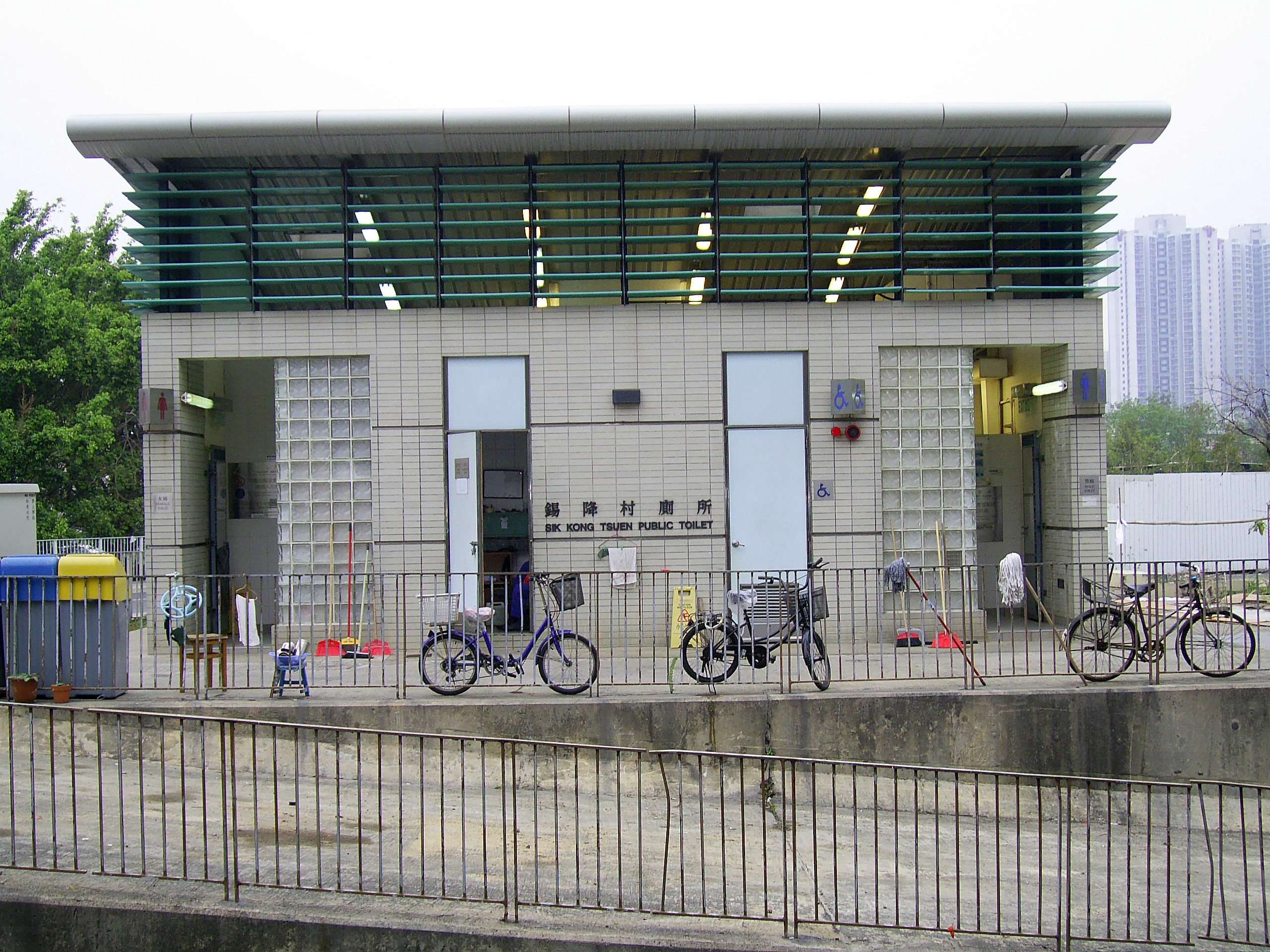
元朗廈村錫降村新式鄉郊公廁
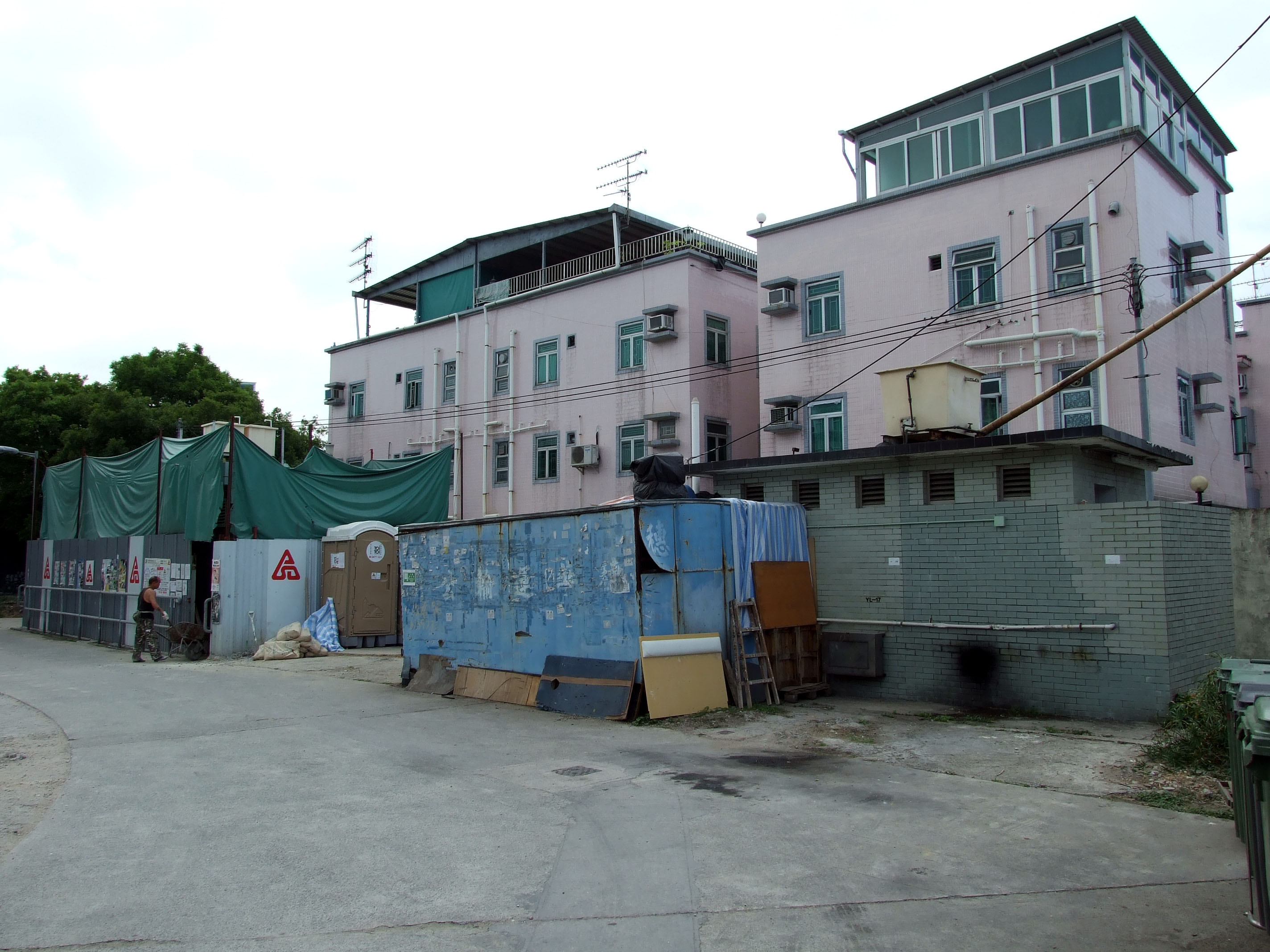
元朗十八鄉水蕉老圍舊旱廁（右，現已拆卸）及於第6期改建中的鄉郊公廁（左）
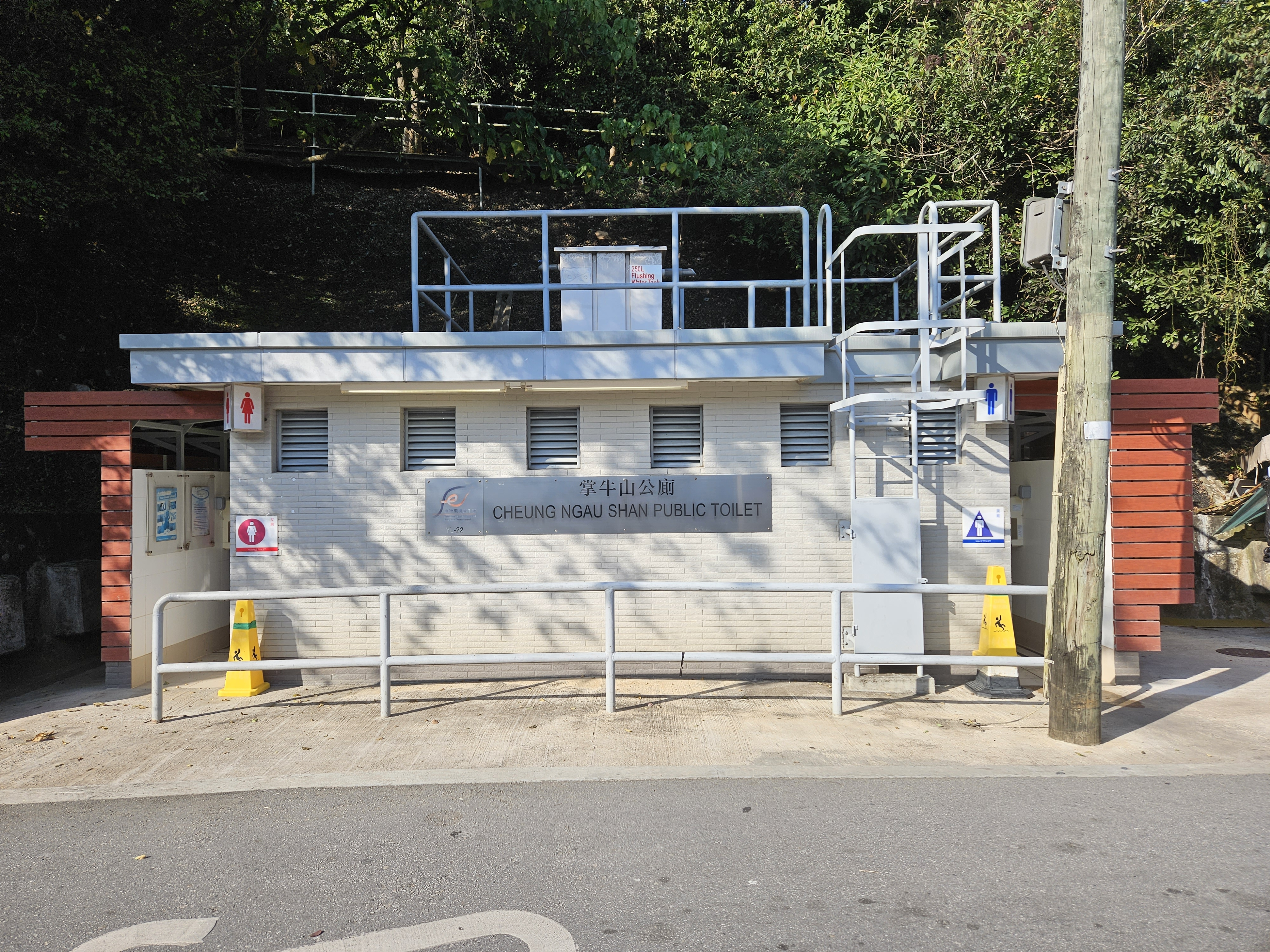
翻新後的元朗掌牛山公廁
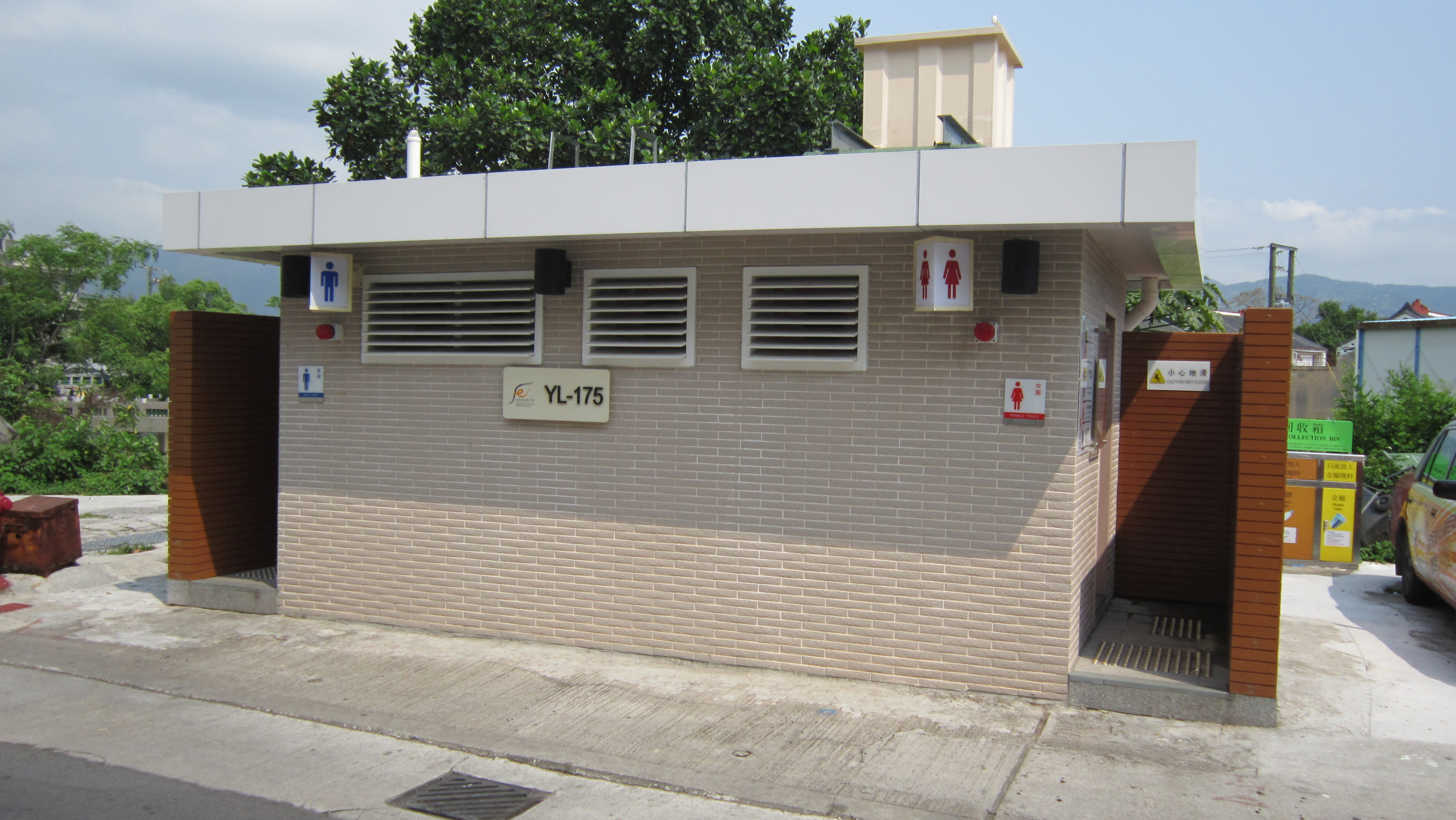
翻新後的元朗水頭村旱廁
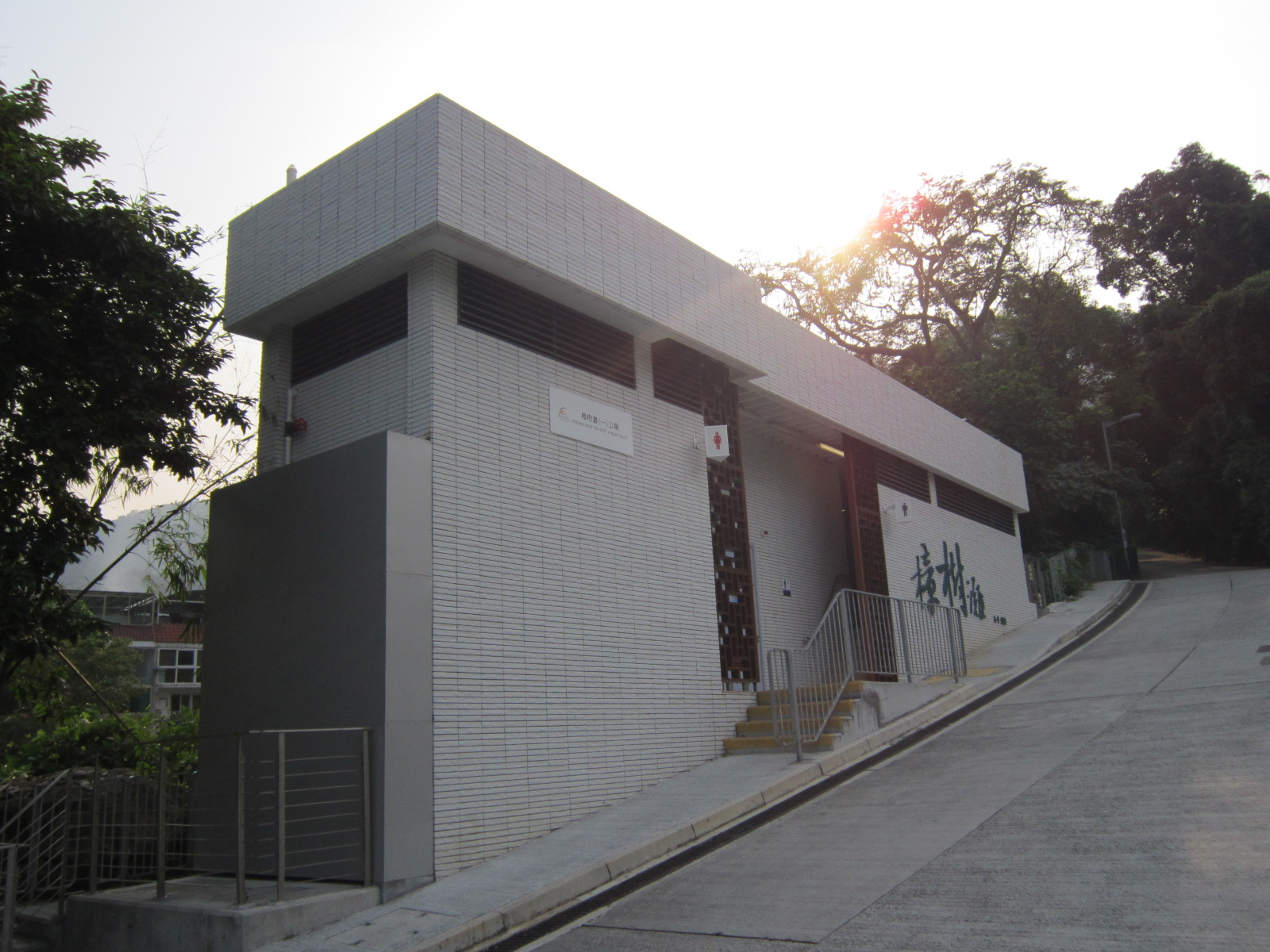
大埔樟樹灘村一所為重置附近一個鄉郊旱廁而建的新式公廁，於2011年年底落成。

2011年，建築署開始為其負責維修的現有政府樓宇和設施內進行改善工程，包括為公廁增設或提升無障礙設施，預計大部份會於2012年6月30日前完成。。

### 流動廁所
在一些不能興建公廁的偏遠地區，以及節假日人流特別多的地點，例如夏日週末的泳灘，在清明節及重陽節的部分墳場，政府會為這些地點提供流動廁所。早期的流動廁所以玻璃纖維製造，其蹲式便器與糞缸之間沒有活門間隔，糞缸傳出強烈臭氣，其衛生也相當惡劣。至1990年代，香港引進新一代塑膠製流動廁所，新型流動廁所設有化學循環運水式沖廁系統，其便器與糞缸之間有活門間隔，能夠減少臭味外溢。此外亦裝設了洗手盤及尿廁，改善了流動廁所的衛生。
2019年，新一代簡易沖水式流動廁所面世，該款廁所裝設太陽能供電照明及電泵沖廁系統，以普通水取代化學液體沖廁。

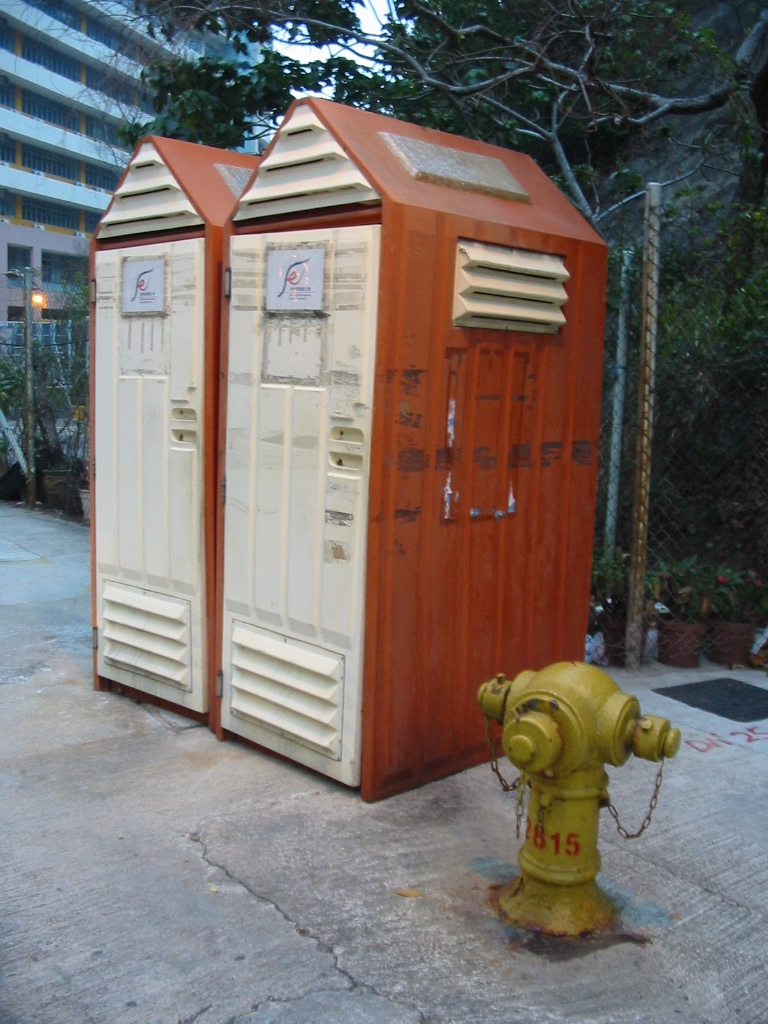
舊式流動廁所（食環署）
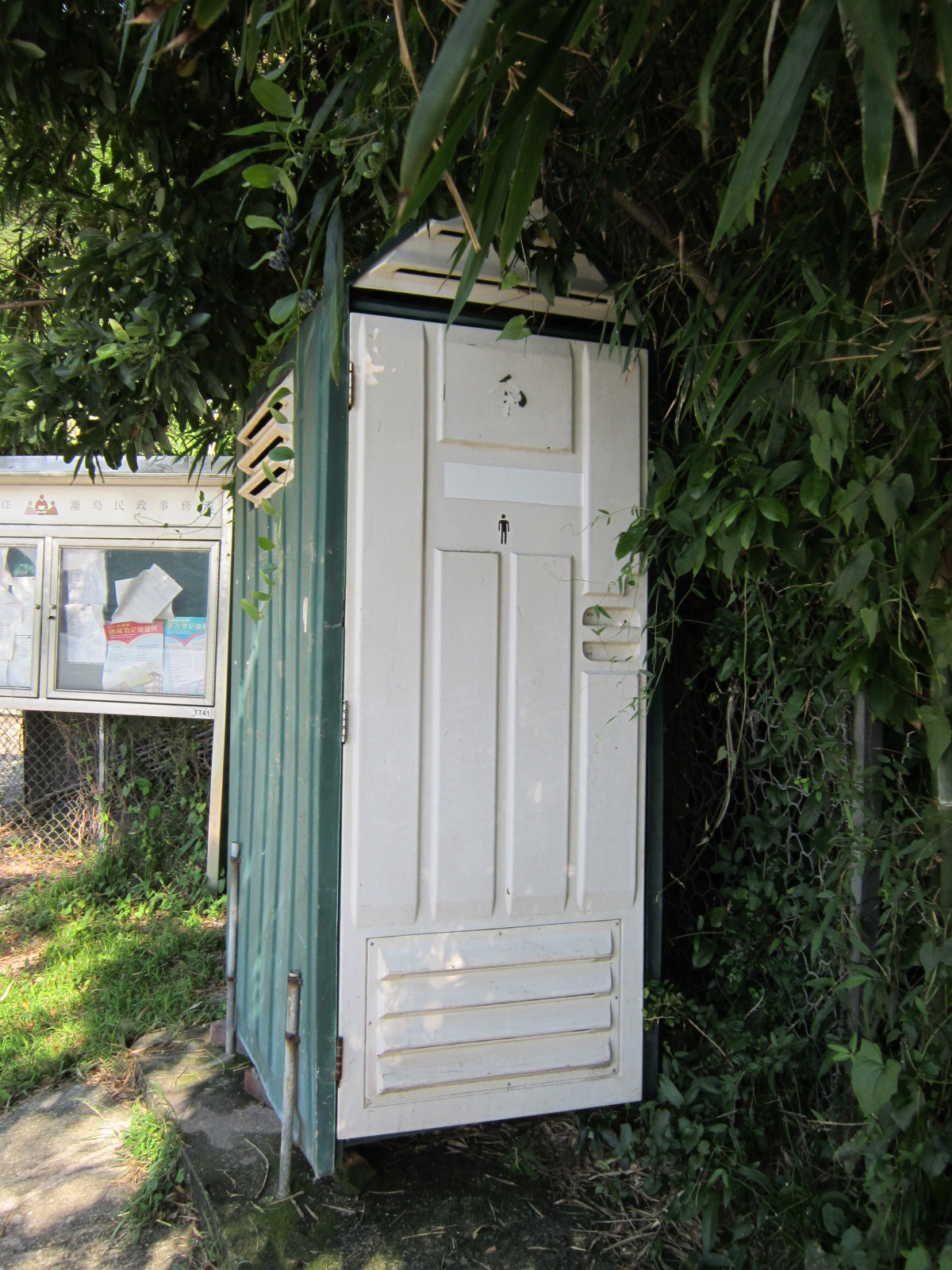
舊式流動廁所（前區域市政局）
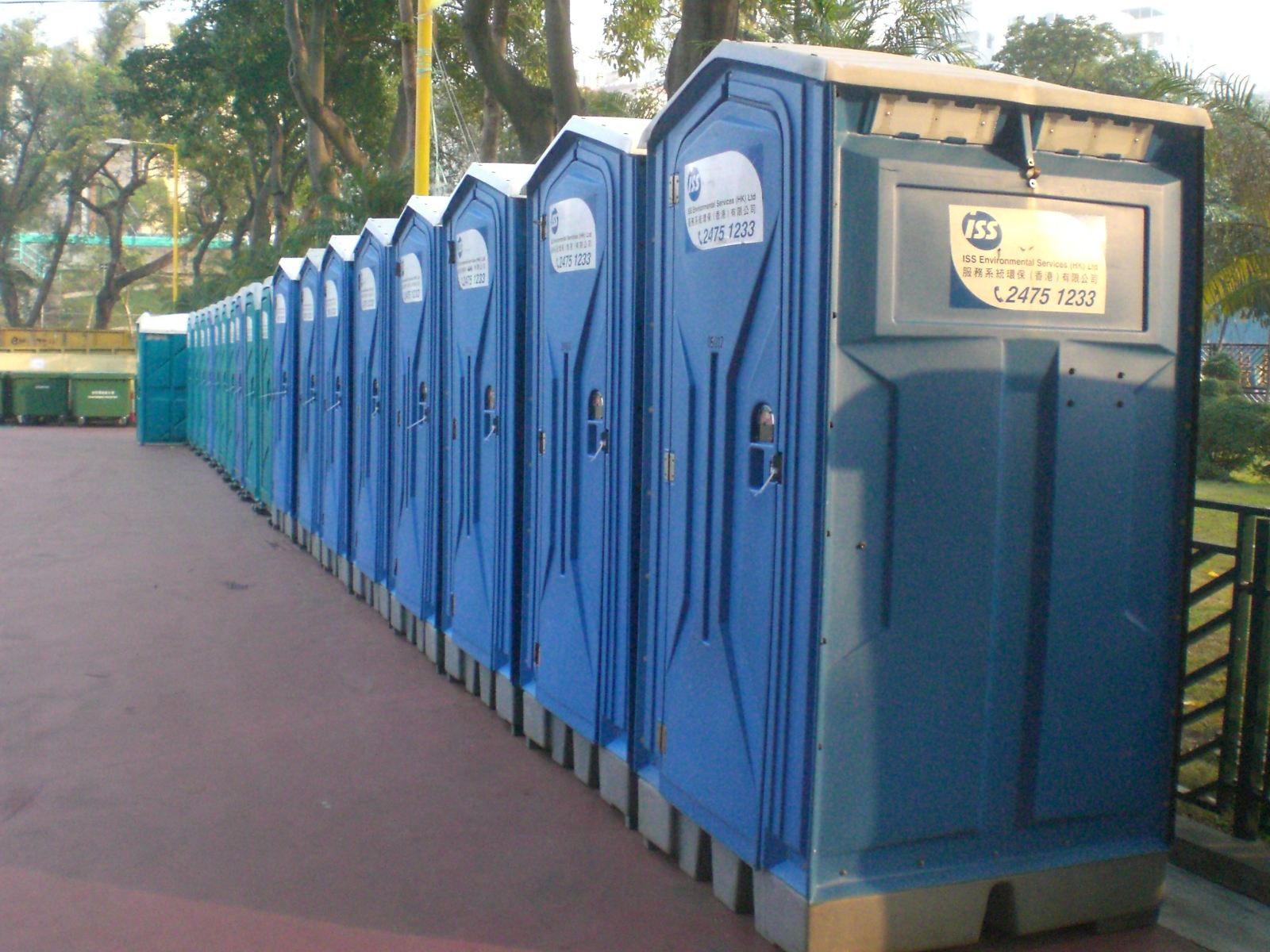
新式流動廁所
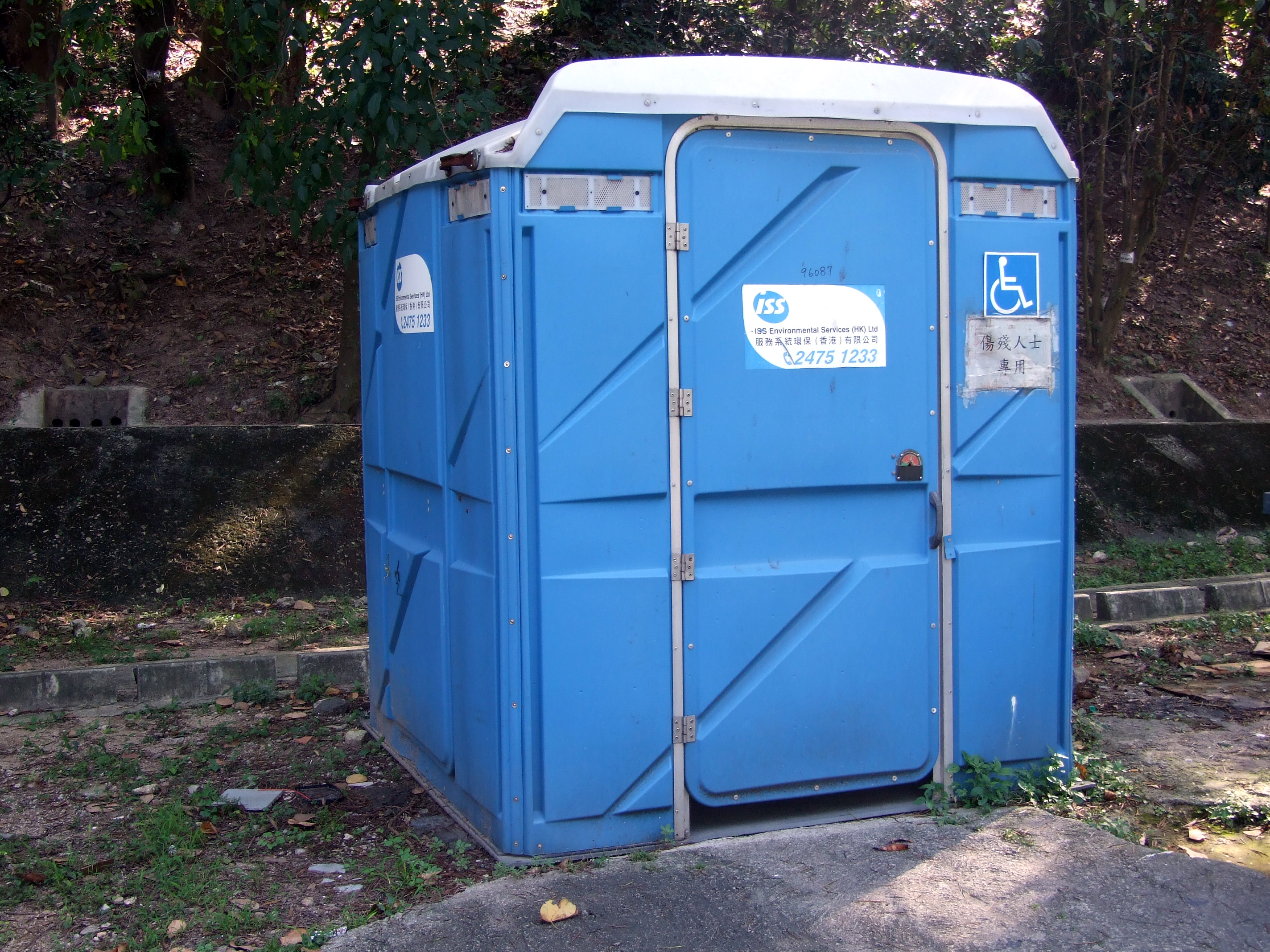
傷殘人士專用流動廁所

### 收費廁所
根據前市政局的文件，香港過去是曾經推出過收費廁所的。
石澳村和赤柱海灘的公廁在七十年代以前，部份廁格設有收費機負責收費，該等收費廁所後來也改為免費開放予公眾使用。

## 公廁分佈
由食物環境衞生署管理的799個公廁當中，有393個設有暢通易達而無分性別的洗手間，供帶同嬰兒或小孩的人士、殘疾人士和長者等有需要的人士使用。各區公廁數目的資料如下︰
| 地區   | (a)：公廁數目 | (b)：在(a)欄內設有暢通易達 而無分性別的洗手間的公廁數目 |
| ------ | ------------- | ------------------------------------------------------- |
| 中西區 | 36 (3)        | 20                                                      |
| 東區   | 13            | 10                                                      |
| 南區   | 23 (2*)       | 14                                                      |
| 灣仔   | 18            | 17                                                      |
| 離島   | 68            | 26                                                      |
| 九龍城 | 15            | 15                                                      |
| 觀塘   | 10            | 10                                                      |
| 黃大仙 | 6             | 6                                                       |
| 深水埗 | 10            | 10                                                      |
| 旺角   | 8             | 8                                                       |
| 油尖   | 12 (1)        | 11                                                      |
| 西貢   | 60            | 26                                                      |
| 沙田   | 30            | 19                                                      |
| 大埔   | 72            | 18                                                      |
| 北區   | 137           | 55                                                      |
| 葵青   | 19            | 15                                                      |
| 荃灣   | 32            | 11                                                      |
| 屯門   | 47            | 28                                                      |
| 元朗   | 183           | 74                                                      |
| 總數   | 799 (6)       | 393                                                     |

註：公廁通常同時設有男和女廁格，括號內的數字顯示在(a)欄內只設有男廁的公廁數目，即麥當奴道公廁(尿廁)、威靈頓街公廁(男廁)、羅便臣道公廁(男廁)、淺水灣公廁（近拯溺總會）(尿廁)、金巴利道尿廁，*另外淺水灣公廁（近海灘道十六號）為一個男女均可使用的廁格。

資料來源：審核2019-20年度開支預算：答覆編號FHB(FE)332 （页面存档备份，存于）；設施及服務位置：公廁 （页面存档备份，存于）；公廁資料 （页面存档备份，存于）

## 普遍面貌
香港的公廁衛生程度參差，當中以九龍區的公廁衛生程度為人詬病。很多時候廁門背面會寫上粗口、召妓的電話號碼及廁客的政見，舊區如深水埗等的男廁背面更偶爾會貼上來自報紙或色情雜誌的性感女郎圖片。

## 新式公廁

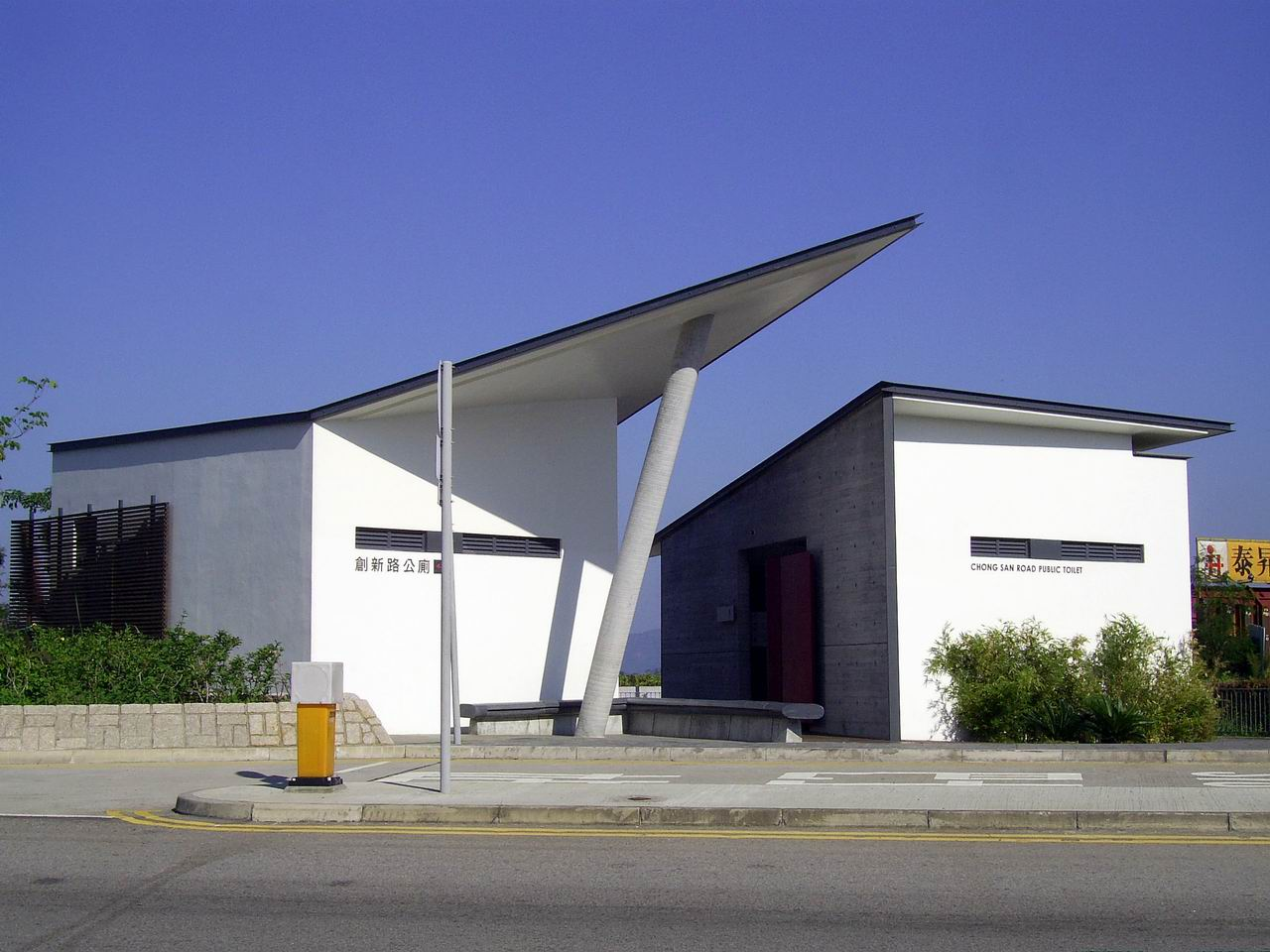
位於白石角的創新路公廁

香港新建的公廁按新釐定的標準和要求的設施如下：
- 外貌講究美觀和有建築藝術特色；
- 內部要有寬敞的空間；
- 採用較容易打理的材料；
- 用玻璃磚間隔，自然光與人造光並用，保持廁內光線充足；
- 加強通風設備，採用高樓底、對流窗及抽風系統等；
- 在各排廁格後面設置維修通道方便維修，內置供水管、排水管、隱蔽的廁所水箱、尿廁的自動沖廁水箱等；
- 提供更多和先進設施，如衞生巾箱、掛勾、乾手機及不銹鋼扶手等；
- 設置殘疾人士廁所；
- 設地方供嬰兒換尿布。

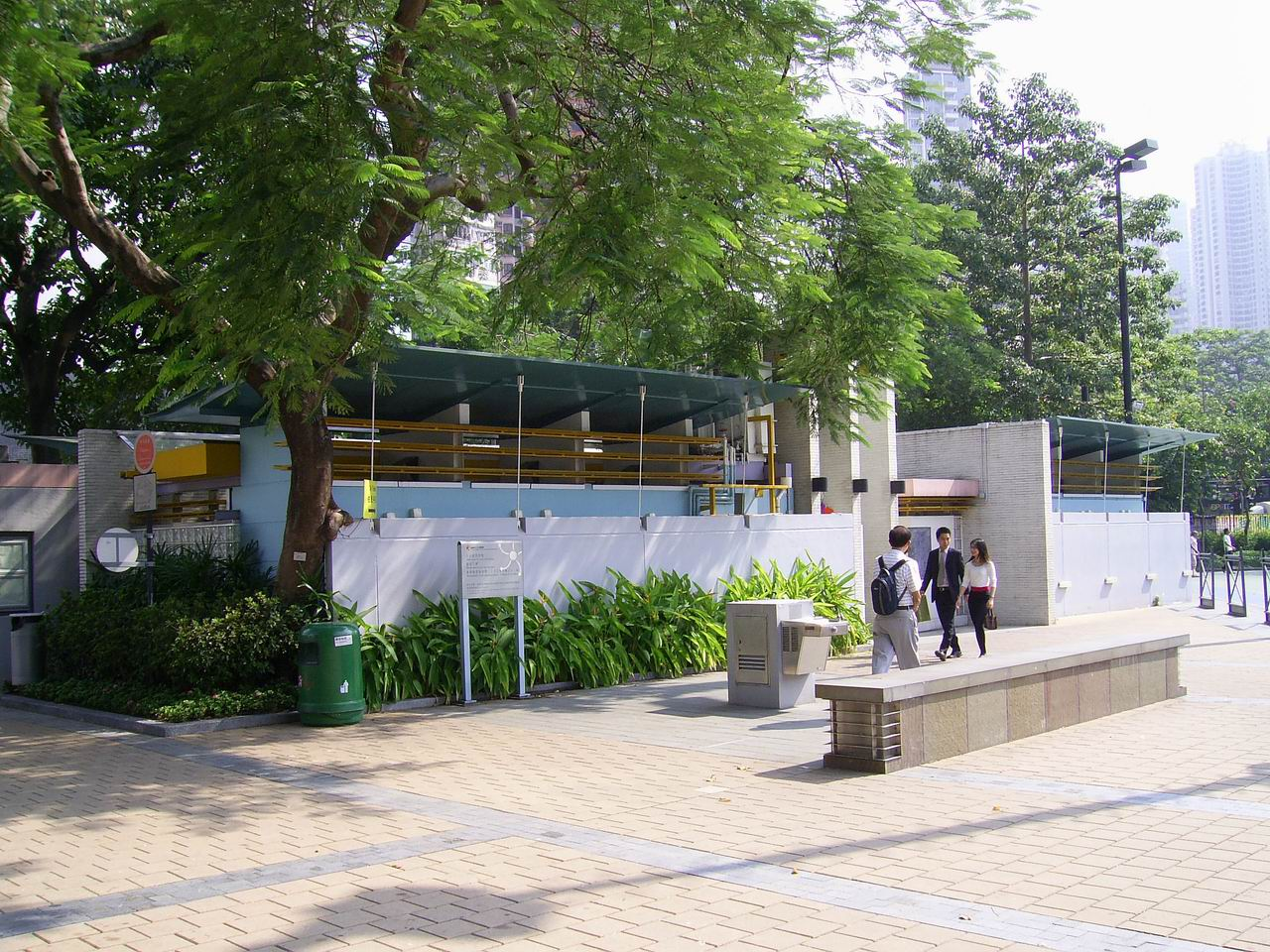
興發街公廁造價高達1,300萬港元
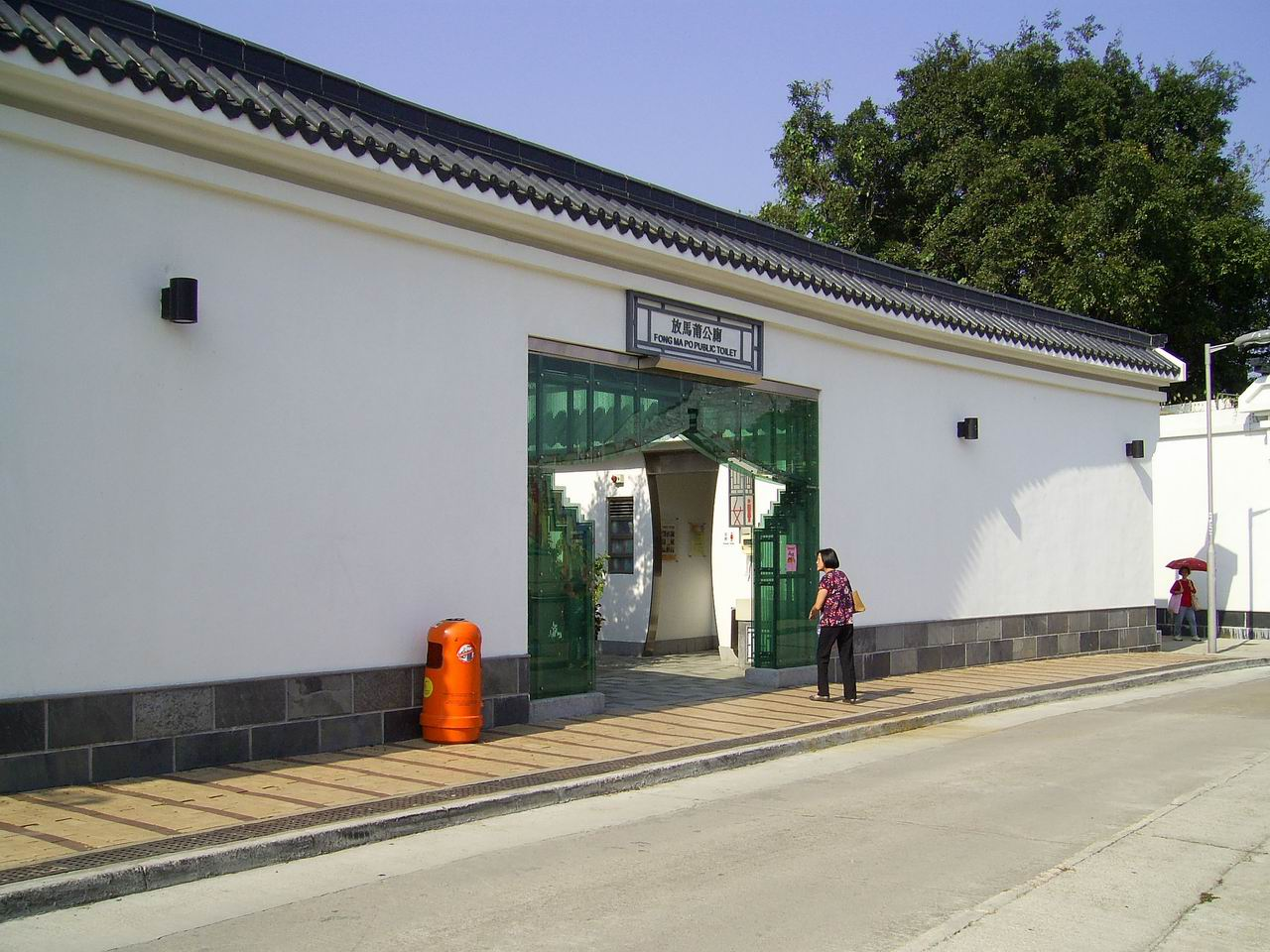
放馬莆公廁是「2006全港最佳公廁選舉」「市民首選大獎」銅獎得主
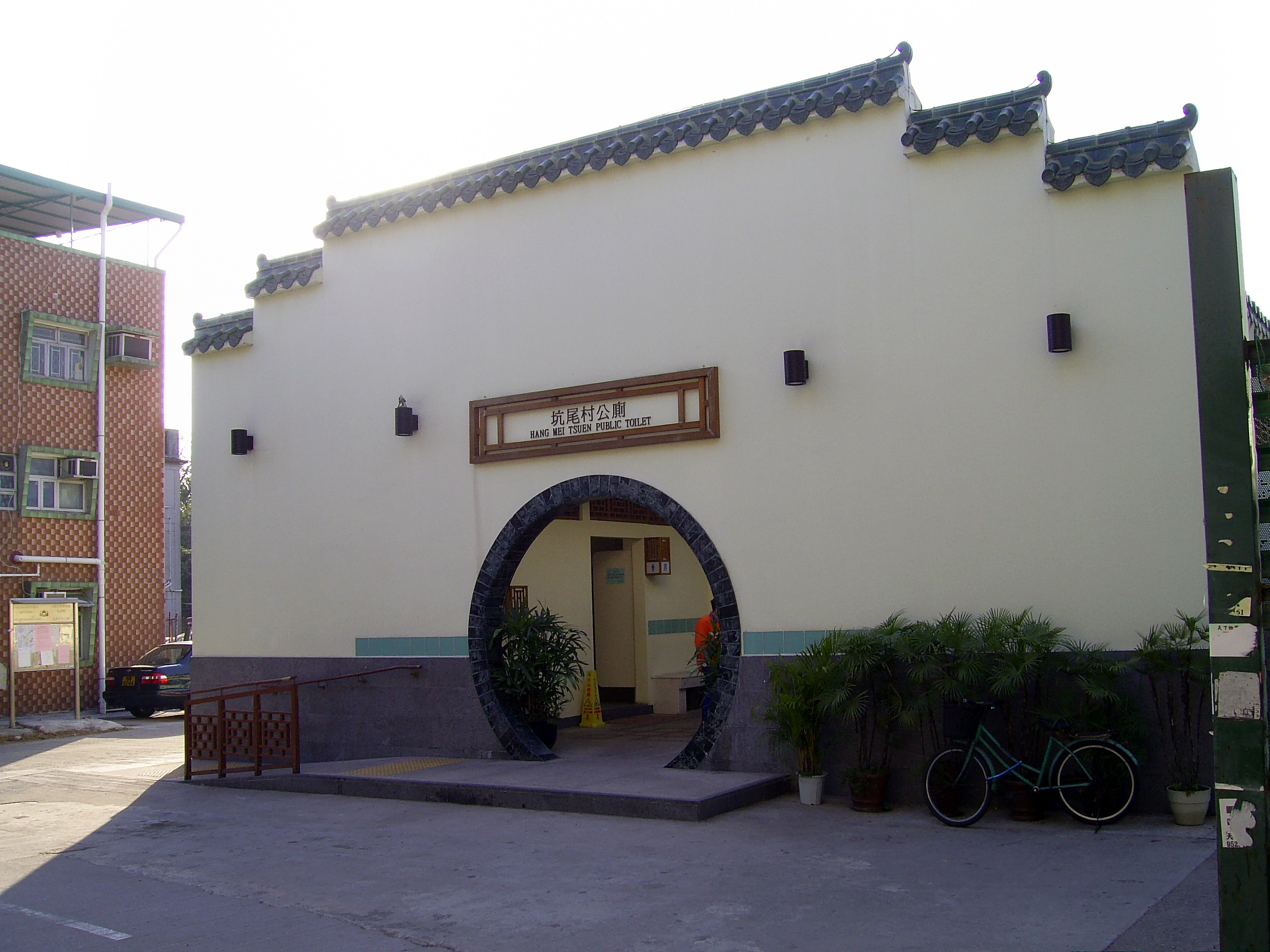
屏山坑尾村公廁
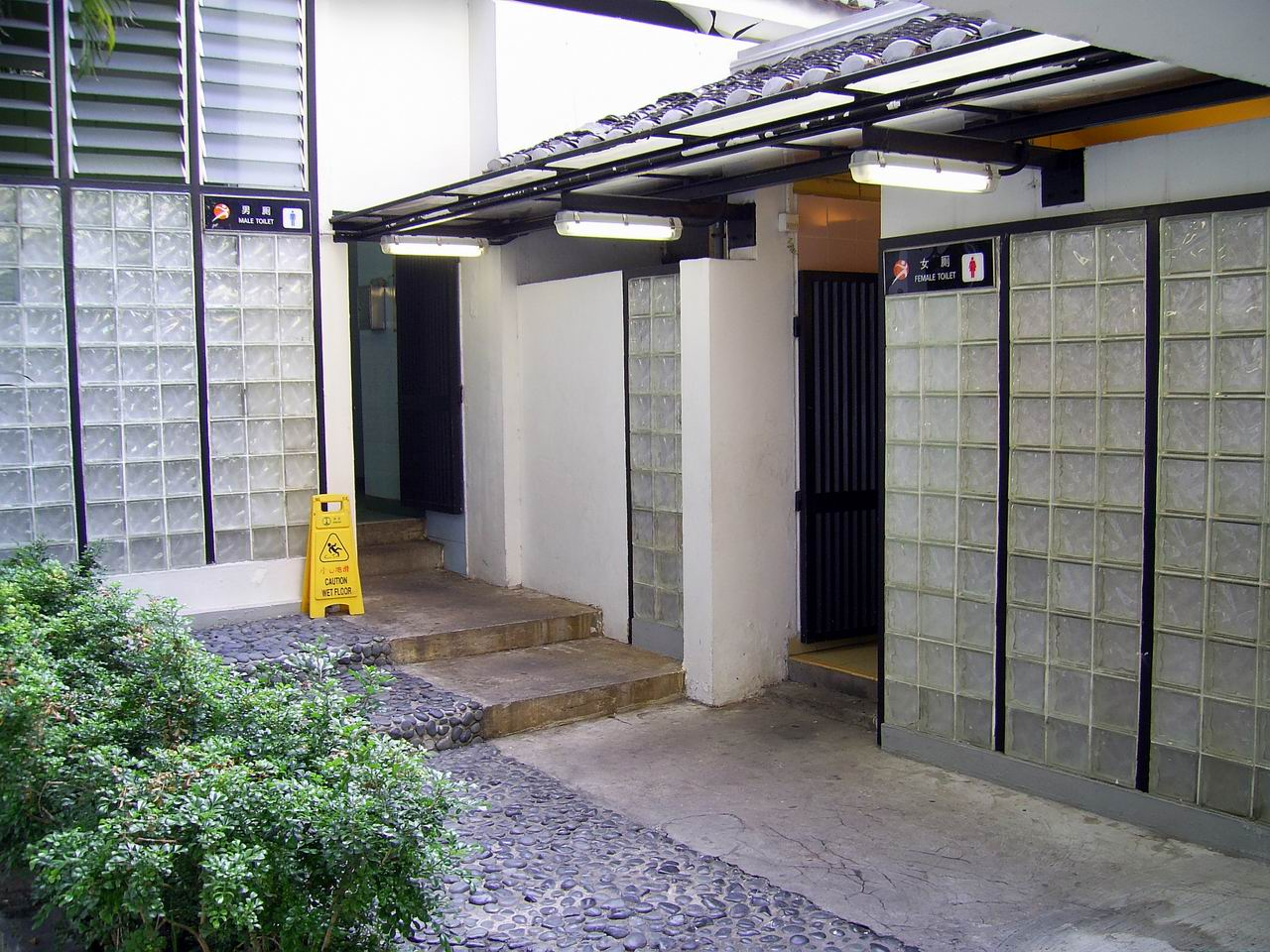
羅屋民俗館休憩公園公廁採用玻璃磚間隔

## 公廁管理

### 政府部門
香港政府管理公廁部門主要有三個：管理街道公廁的食物環境衞生署（共管理公廁787間，其中94間設在港島區，62間設在九龍區，631間設在新界及離島區；至於旱廁，有59間設在新界及離島區），管理公園、沙灘及其他康樂場地公廁的康樂及文化事務署及管理郊野公園內的廁所的漁農自然護理署。而公廁的建造及維護保養，則主要由建築署負責。
也有少量位於公共屋邨範圍內的公廁，會由房屋署負責管理，而位於寮屋區內的公廁，則由地政總署寮屋管制組（俗稱「寮仔部」）負責管理。
香港所有公廁的清潔工作皆外批予合約承辦商負責，每天最少清洗1次。

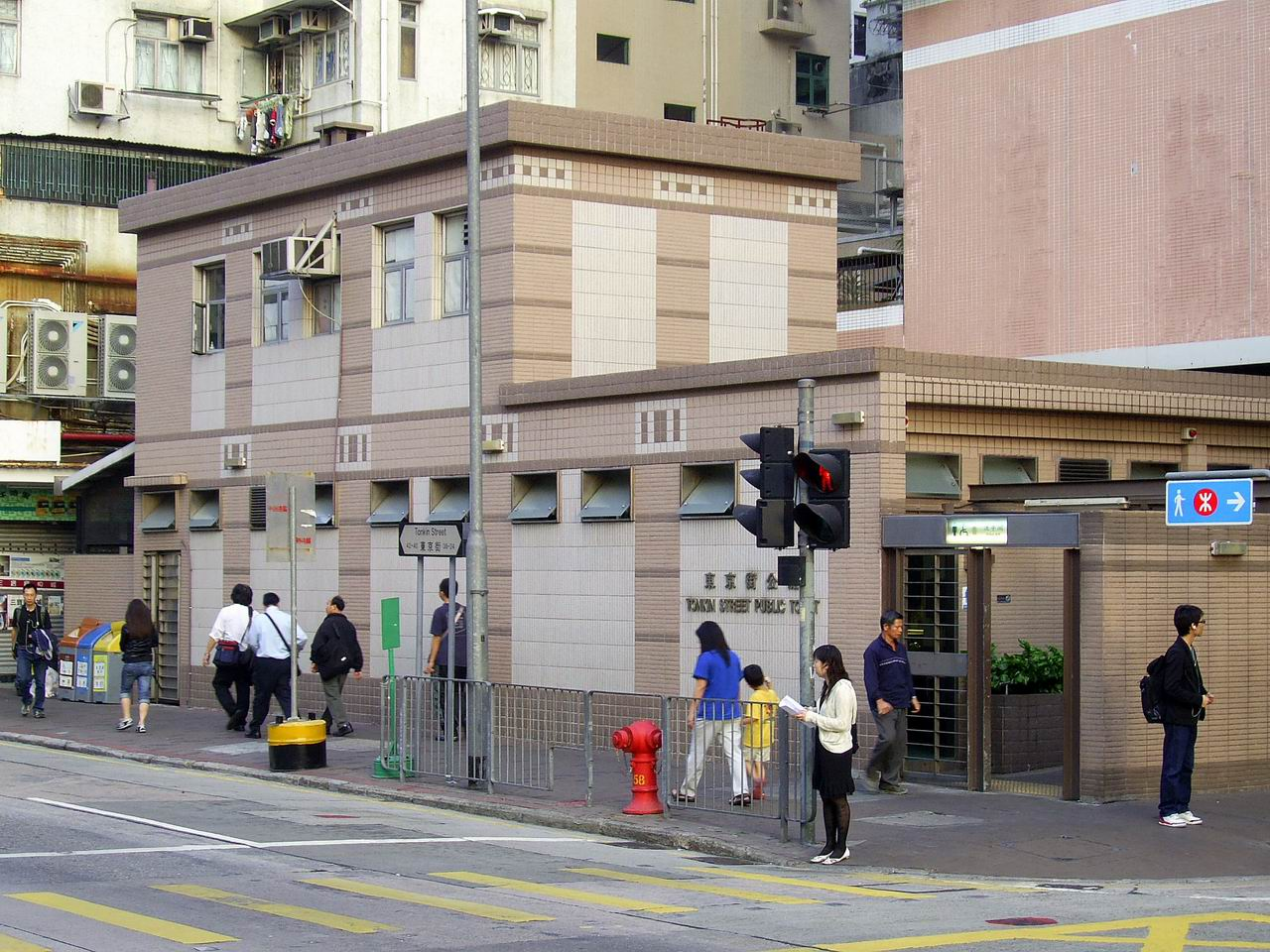
東京街公廁由食物環境衞生署管理
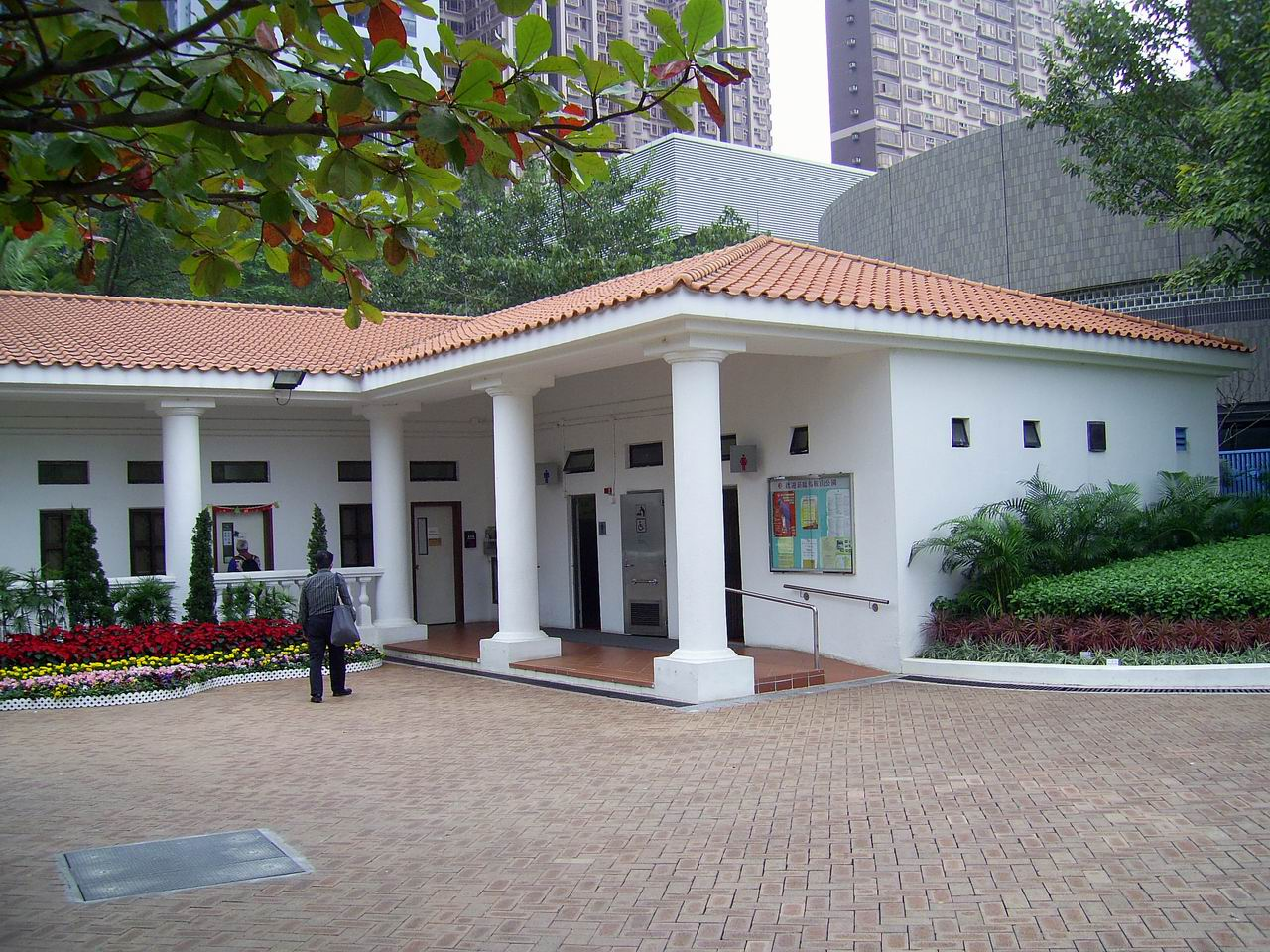
馬鞍山公園的公廁由康文署管理
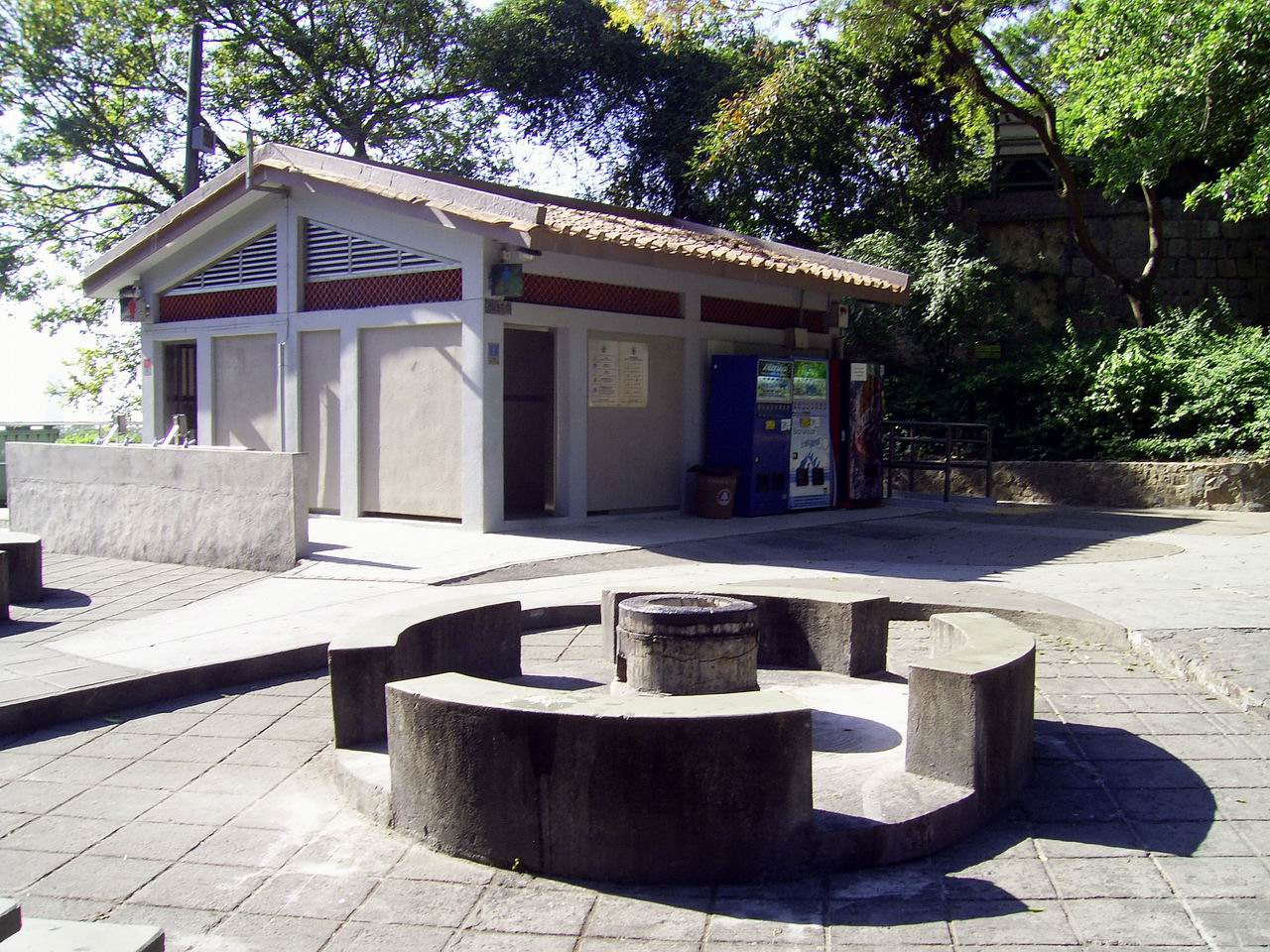
城門郊野公園的公廁由漁護署管理
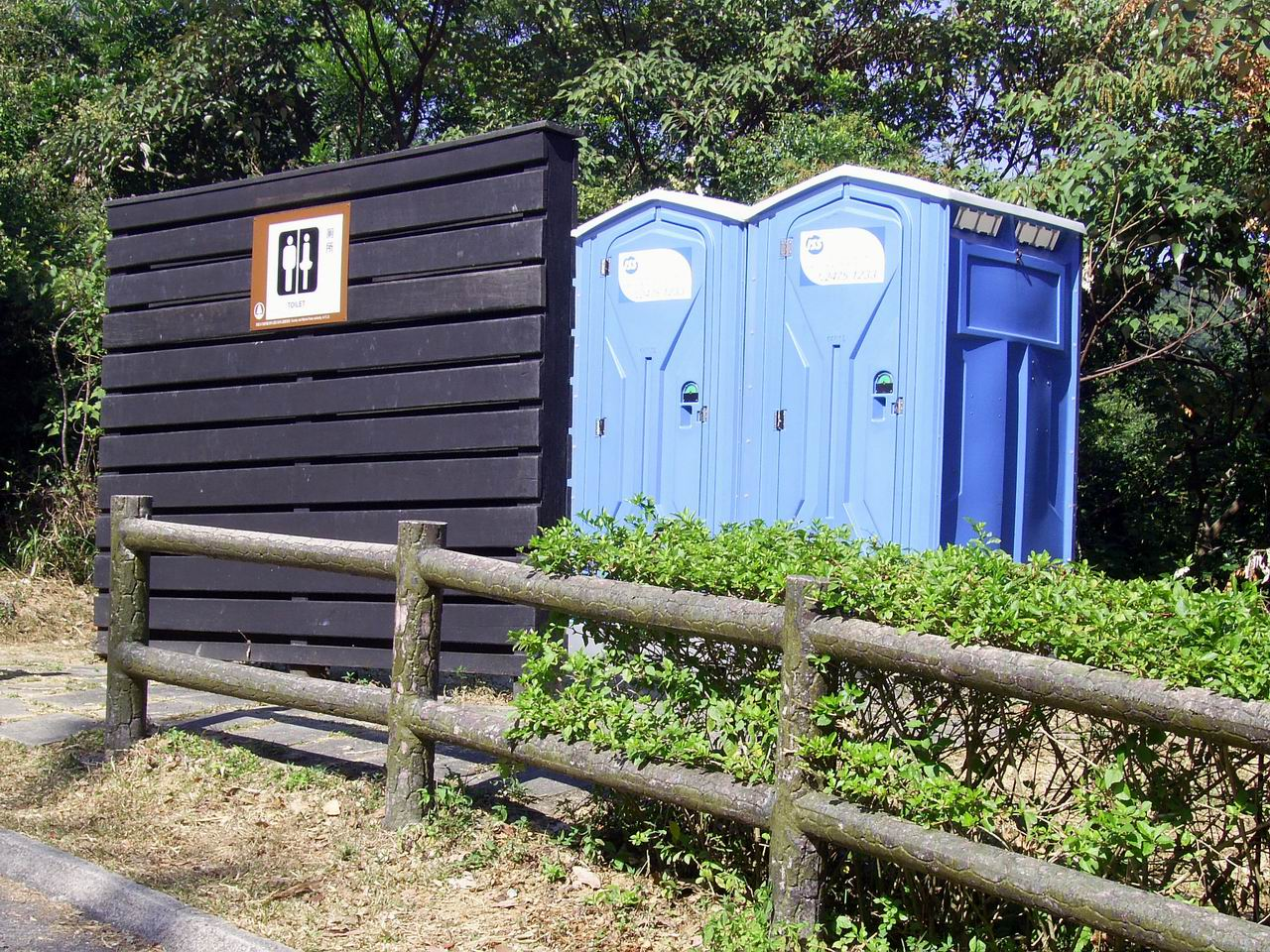
金山郊野公園的流動廁所亦由漁護署管理
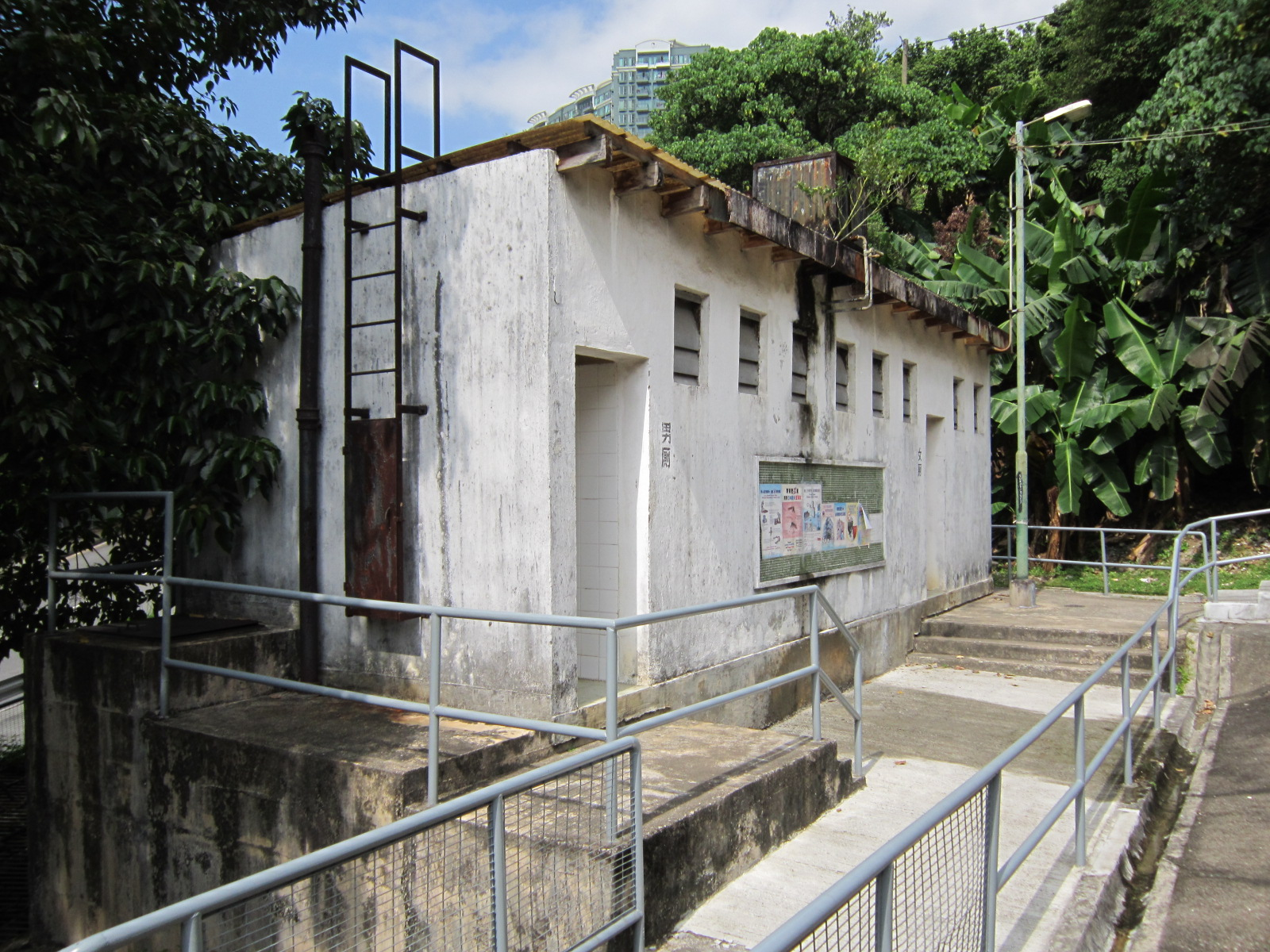
改建前的光板田村二段公廁，由寮屋管制組管理

### 廁所教育

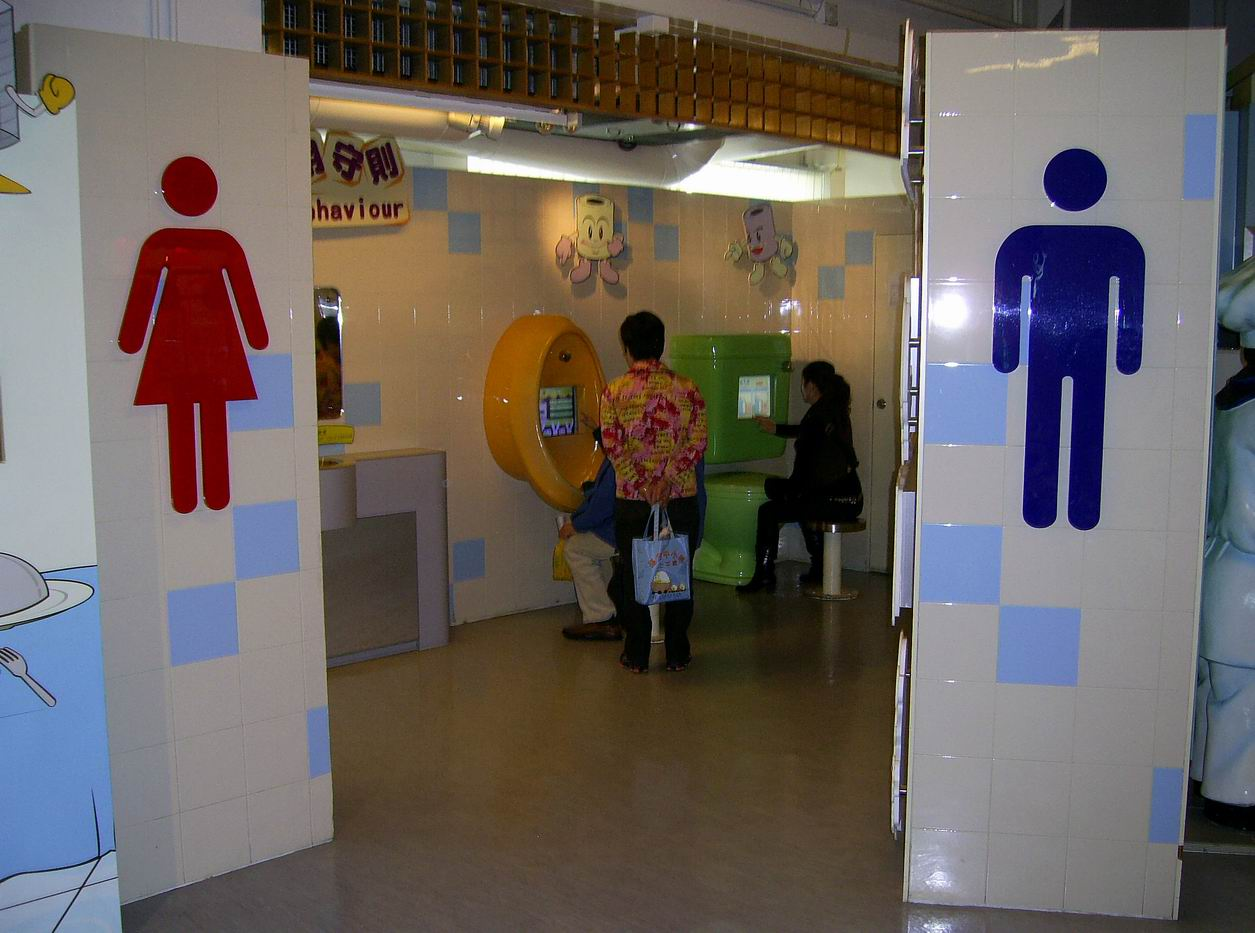
衛生教育展覽及資料中心「公廁的特色」展覽

沙士和禽流感事件後，政府透過各種媒體大力宣傳「如廁後需洗手」，教導市民如何洗手才能徹底洗淨；公廁裏亦偶爾會在牆上貼上或在地上竪一個「小心地滑」的標語，提高市民廁所內的安全意識。但相比歐洲國家發展至「關心公廁需要」、例如照顧傷殘人士需要等的廁所文化，香港的步伐還是太慢。

### 香港廁所協會
香港廁所協會於2005年成立，成員來自各界、包括工程師、設計師、醫生等熱心改善香港廁所的專業人士組成，目前會長是徐靖世先生。協會成立目的主要是提升公眾對保持公共廁所環境設施的意識。協會會招收不同界別的會員和志願工作人員，參與有關改善香港廁所環境的活動；亦會跟世界各地有關團體聯絡並且合作，進行如世界廁所組織高峰會議等的交流活動及學術研究；每年不定期巡查香港不同公廁實況，作出評核，並於每年世界廁所日（11月19日）前舉行記者招待會公佈優質公廁及舉例須待改善公廁名單，籍以引起普羅大眾對公共廁所的關注。

## 香港公廁之最
- 最大的公廁：中環華興里公廁，男女廁合共有33個廁格[40]；
- 最小的公廁：金鐘麥當勞道公廁，在男廁內，只有兩個尿廁[40]；
- 最舊的公廁：中環卑利士道(已拆卸)及紅磡戴亞街公廁[41]，年份不詳；
- 最昂貴的公廁：連翔道公廁，建築費用達港幣2,000萬元

## 廁所趣聞
- 電影導演陳果曾以包括香港公廁為實景拍攝一套名為《人民公廁》的藝術片送到第59屆威尼斯國際電視節參展[1]。
- 由於香港一般公廁外牆舖砌長條瓷磚及沒有窗戶，所以香港文化中心常被戲稱為「公廁建築」[1]。
- 前市政局主席梁定邦一直以改善香港公廁為榮，故被稱為「廁所博士」，更於1998年在宣傳清潔公廁比賽的活動上，在記者面前即場小解[42]。
- 香港首任行政長官董建華於《2000年度香港行政長官施政報告》提出為所有公廁供應衛生紙，同時為使用率每日超過300人次的公廁提供全職廁所管理員值勤服務[43]。

- 2021 4TUC四徑挑戰中，香港參賽者梁俊強于50小時內完赛并締造赛事记录，挑戰其間由於途中士多全部關門，所以其只得饮用廁所自来水作補充。

## 外部連結
- 搞怪廁文化: 香港公廁幾星級？--教協網
- 優劣公廁選舉結果公佈 2006-06-27 （页面存档备份，存于）
- 維多利亞公園，公共廁所 （页面存档备份，存于）
- 癮香港：「衝廁」作者專訪 （页面存档备份，存于）
- 九十年代翻新前的新界鄉郊旱廁 （页面存档备份，存于） - imgur
- 七十年代後期位於青衣島的鄉郊旱廁 （页面存档备份，存于） - imgur
- 七十年代後期位於青衣島的鄉郊旱廁內部(1) （页面存档备份，存于） - imgur
- 七十年代後期位於青衣島的鄉郊旱廁內部(2) （页面存档备份，存于） - imgur
- . 新华网. 2014年4月23日  [2014年4月25日]. （原始内容存档于2014年5月11日） （中文（中国大陆））. （页面存档备份，存于）